# Martina Hingis
Martina Hingis, née le 30 septembre 1980 à Košice (Tchécoslovaquie), est une joueuse de tennis professionnelle suisse. Elle détient le record de la plus jeune gagnante d'un titre du Grand Chelem en simple dans l'ère Open (et le deuxième derrière Lottie Dod en 1887), et celui de la plus jeune numéro un mondiale de l'histoire du tennis.
Elle remporte 25 tournois du Grand Chelem : cinq en simple (trois Open d'Australie, un Wimbledon et un US Open), treize en double dames (cinq Open d'Australie, deux Roland-Garros, trois Wimbledon et trois US Open) et sept en double mixte (deux Open d'Australie, un Roland-Garros, deux Wimbledon et deux US Open). Elle atteint deux fois la finale de Roland-Garros en simple. C'est le seul titre du Grand Chelem (sur douze possibles, simples et doubles confondus) qui manque à son palmarès.
Elle est désignée championne du monde de tennis à six reprises par l'ITF : chez les juniors en 1994 ; puis chez les seniors, en simple en 1997, 1999 et 2000 et en double en 1999 et 2015.
Elle met fin à sa carrière à trois reprises. Elle doit cesser la compétition en 2003 à cause de nombreuses blessures. Elle rejoint le circuit en 2006 mais elle est suspendue des compétitions pendant deux ans par la Fédération internationale de tennis, en novembre 2007, après un contrôle positif à la cocaïne. Elle retrouve le circuit professionnel, uniquement en double, de juillet 2013 à la fin de la saison 2017.
Côté sportif, elle renoue avec les sports équestres qu'elle apprécie depuis son enfance. À 39 ans, en 2019, elle donne naissance à son premier enfant.

## Biographie

### Enfance
Martina Hingis, nait sous le nom de Martina Hingisová Molitor à Košice le 30 septembre 1980. Ses parents sont les joueurs de tennis Melanie Molitorová et Karol Hingis. Melanie Molitorová est une joueuse de tennis professionnelle autrefois classée dixième chez les femmes en Tchécoslovaquie. Elle souhaite faire de Martina Hingis une joueuse de haut niveau dès sa grossesse et la prénomme Martina en hommage à la joueuse de tennis Martina Navrátilová. Son père était dix-neuvième dans le classement du tennis tchécoslovaque. Elle grandit à Rožnov pod Radhoštěm. Les parents de Martina Hingis divorcent quand elle a six ans, et elle quitte la Tchécoslovaquie avec sa mère en 1988 pour émigrer en Suisse à Trübbach dans le canton de Saint-Gall. Sa mère se remarie avec Andreas Zogg, un technicien en informatique suisse.

## Carrière tennistique

### Records précoces (1994-1997)
Martina Hingis, entraînée par sa mère, apprend à jouer au tennis très jeune,. À l'âge de 4 ans, elle commence à participer à des tournois. À 10 ans, elle gagne pour la première fois face à sa mère. À 12 ans et demi elle remporte le tournoi de Roland-Garros juniors de 1993. À 14 ans, en 1994, elle devient professionnelle lors du Zurich Open, en battant Patty Fendick, no 45 mondiale. Elle est championne du monde junior en simple filles de l'ITF en 1994 et remporte à nouveau le tournoi de Roland-Garros juniors en 1994,. En 1996, à 15 ans et 9 mois, elle entre dans l'histoire comme la plus jeune joueuse à remporter un tournoi du Grand Chelem en remportant le tournoi de Wimbledon en double avec Helena Suková,.
Le 10 mai 1996, Martina Hingis, 20e mondiale au mois de mai, domine Steffi Graf, alors numéro 1 mondiale, invaincue sur terre battue depuis deux ans, en quart de finale de l’Open d’Italie, à Rome (2-6 6-2 6-3). Elles se sont déjà rencontrées à deux reprises en 1995, et Steffi Graf gagne facilement à chaque fois, à Coubertin (6-2 6-3) et Wimbledon (6-3 6-1),. Martina Hingis perd ensuite en finale contre Conchita Martínez.
En 1997, elle est quasiment invincible et remporte 38 matchs consécutifs et 6 tournois de rang. Elle remporte l'Open d'Australie en battant 6-2, 6-2 Mary Pierce en finale, puis la semaine suivante le tournoi de Tokyo en profitant du forfait en finale de Steffi Graf. En février pour l'Open Gaz de France, elle s'impose en trois manches en finale contre Anke Huber. En mars, lors du tournoi de Miami, elle bat notamment Venus Williams et Jana Novotná sur son parcours, et vainc (6-2, 6-1) en finale l'Américaine Monica Seles.

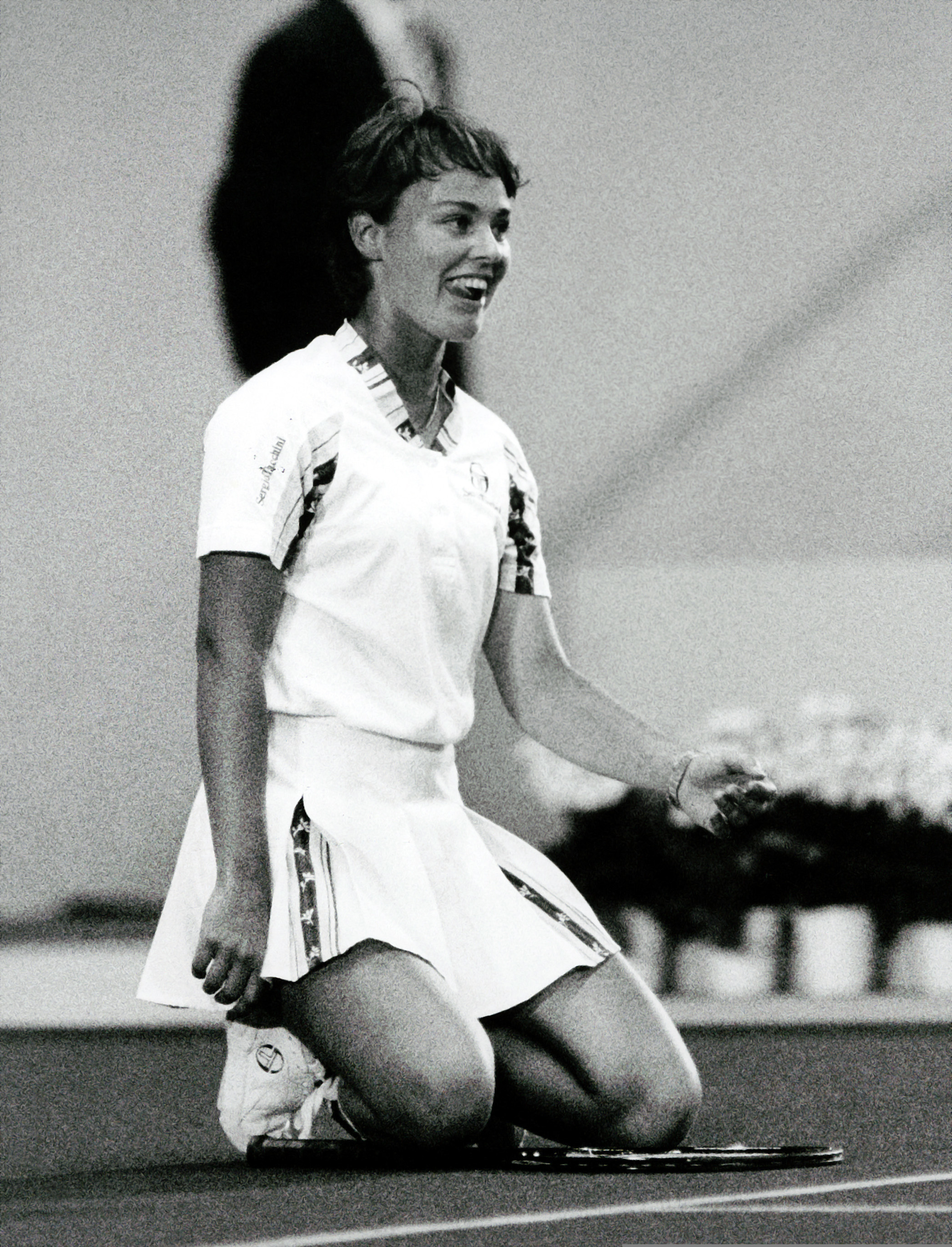
Martina Hingis à Tokyo en 1997.

Elle se qualifie pour sa première finale de Roland-Garros après avoir battu Arantxa Sánchez (6-2, 6-2) en quart de finale puis, en demi-finale, elle finit par s'imposer dans un match très serré contre Monica Seles, (62-7, 7-5, 6-4). Mais affectée par des crampes, elle perd contre toute attente face à la Croate Iva Majoli en deux sets.
Elle s'offre une double consolation en remportant Wimbledon en 1997 face à Jana Novotná (2-6, 6-3, 6-3),. Et l'US Open face à Venus Williams qu'elle bat devant son public 6-0, 6-4, après avoir survolé le tournoi sans perdre de set et en ayant battu Lindsay Davenport en demi-finale. Elle réalise ainsi le Petit Chelem.
Martina Hingis est la plus jeune joueuse de tous les temps à remporter un tournoi du Grand Chelem en simple, à l'âge de 16 ans, 3 mois et 26 jours à l'Open d'Australie 1997 face à Mary Pierce. La même année, elle devient à 16 ans, 6 mois et 1 jour la plus jeune numéro un mondiale de l'histoire du tennis (au XXe siècle) en remportant le tournoi de Key Biscayne (appelé aujourd'hui Miami) face à Monica Seles.

### Numéro 1 (1997-2000)
En tant que joueuse en simple, elle gagne la même année le tournoi de Wimbledon et l'US Open de tennis en 1997, ainsi que l'Open d'Australie en 1997, puis en 1998 en battant (6-3, 6-3) en finale Conchita Martínez, et 1999 en ayant battu Mary Pierce en quart, Monica Seles en demi-finale et une autre Française, Amélie Mauresmo, en finale (6-2, 6-3), remportant son dernier titre en Grand Chelem. Elle gagne le Grand Chelem en double dames de l'Open d'Australie 1998 avec Mirjana Lučić.
Elle gagne le Masters de tennis féminin 1998 contre Lindsay Davenport (7-5, 6-4, 4-6, 6-2), se jouant dans un format 3 sets gagnants. Puis elle perd en finale contre Lindsay Davenport en 1999, en deux manches alors qu'elle l'avait battue l'année précédente. Elle gagne à nouveau le Masters de tennis féminin 2000, battant cette fois-ci, Monica Seles (65-7, 6-4, 6-4).
Le 5 juin 1999, contre une Steffi Graf en fin de carrière, Martina Hingis est dans une nouvelle finale à Roland-Garros. Elle remporte le premier set, mène dans le deuxième (5-4). À 15-0, trois points la séparent du seul titre du Grand Chelem qui manque à son palmarès. C'est pourtant Steffi Graf qui va l'emporter (4-6, 7-5, 6-2).
Après cette défaite, Martina Hingis dispute quatre autres finales en Grand Chelem en simple mais ne remporte plus de titre majeur. Elle continue à gagner d'autres tournois qui lui permettent de rester numéro un mondiale. Ses performances sont toutefois contestées par l'éclosion de jeunes joueuses telles les sœurs Williams qui, grâce à leur jeu puissant, la supplantent,. La mère de Martina Hingis, qui est aussi son entraîneuse, va renforcer son entraînement en musculation.

### Défaites et première retraite (1999-2003)
Des défaites à répétition lors de grandes finales précipitent alors sa chute. Celle de Roland-Garros en 1999, mais surtout en 2002 lors de l'Open d'Australie face à Jennifer Capriati. Martina Hingis, qui n'a plus remporté le moindre Grand Chelem depuis trois ans mène en finale 6-4, 4-0 puis obtient trois balles de 5-1. Elle se procure même quatre balles de match, toutes effacées par l'Américaine. La Suissesse se dit alors très « choquée » par ce match, qu'elle aurait dû gagner. Le vrai match qui va provoquer sa chute est sa défaite en finale d'Indian Wells contre une débutante à l'époque, Daniela Hantuchová, qui ne lui laisse aucune chance, 6-3, 6-4. Martina Hingis annonce sa retraite anticipée quelques mois plus tard, décidant de mettre fin à sa carrière en février 2003 à la suite de plusieurs blessures au pied,,.
Martina Hingis, parfois désignée sous le nom de « Swiss Miss », est admirée tant pour son modèle de jeu attrayant et tactique que pour ses succès,,. Manquant de puissance pure en comparaison avec Monica Seles ou Serena Williams, Martina Hingis compense ses faiblesses par sa précision et sa fluidité,. Ses qualités au filet et sa précision de renvoi lui permettent de devenir une joueuse exceptionnelle en double féminin.

### Retour sur le circuit (2006-2007)

#### 2006

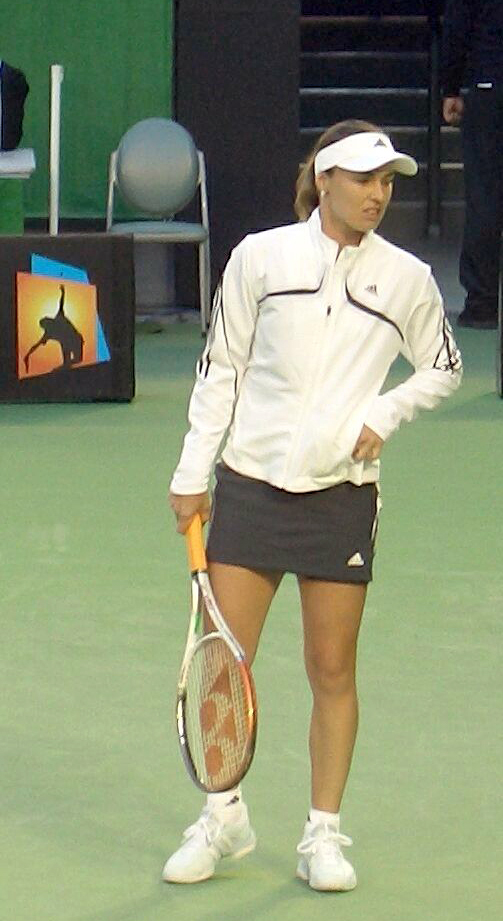
Martina Hingis (Open d'Australie 2006).

Classée longtemps première au classement WTA des meilleures joueuses de tennis au monde, Martina Hingis ne joue plus depuis octobre 2002 à cause de blessures chroniques au pied,. Elle déclare en février 2003 qu'elle ne s'estime plus apte à être compétitive avec les meilleures, et que souffrir pour jouer à un niveau inférieur ne l'intéresse pas.
En janvier 2005, elle s'incline au premier tour du Tournoi de tennis de Pattaya face à l'Allemande Marlene Weingartner. Elle remporte le mois suivant un match exhibition à l'occasion des Proximus Diamond Games d'Anvers face à Arantxa Sánchez Vicario. Le 29 novembre 2005, après trois ans d'absence, elle annonce son retour sur le circuit WTA pour la saison suivante. À 25 ans, la Suissesse, ancienne numéro un mondiale, reconnaît que la compétition lui manque.
Depuis Sydney, elle confirme sa participation au tournoi de tennis de Gold Coast (1-7 janvier 2006), en Australie, qui marque son retour sur le circuit féminin après pratiquement trois ans d'absence. Sur le ciment de Gold Coast, qui lui sert de préparation à l'Open d'Australie, la gagnante de cinq tournois du Grand Chelem parvient à réussir un retour gagnant en s'imposant rapidement au premier tour face à la vénézuélienne María Vento-Kabchi 6-2, 6-1. Martina Hingis confirme alors son retour aux affaires puisqu'elle bat la tête de série numéro 6 en 2 sets, en 1 h10 de jeu seulement.
Mais l'ancienne no 1 mondiale, tout juste sortie de sa retraite, est rattrapée par un manque de compétition évident. Face à l'Italienne Flavia Pennetta, 23e joueuse mondiale, son corps finit par lâcher sous forme d'une blessure musculaire bénigne à la hanche gauche. Elle s'incline 1-6, 7-6, 6-2.
La semaine suivante à Sydney, Martina Hingis affronte d'emblée la belge Justine Henin-Hardenne, première joueuse du Top 10 qu'elle rencontre depuis son retour sur le circuit et ne peut que constater ses limites. Elle s'incline en deux sets : 6-3, 6-3.
Lors de l'Open d'Australie 2006, premier Grand Chelem depuis son retour, Martina Hingis montre qu'elle a conservé nombre de ses qualités et atteint les quarts de finale à Melbourne, avant de s'incliner logiquement face à la Belge Kim Clijsters en trois sets : 6-3, 2-6, 6-4. Un parcours brillant qui laisse espérer un retour au premier plan et peut-être de décrocher le dernier majeur manquant à son palmarès, Roland-Garros.
Martina Hingis quitte Melbourne avec le titre du double mixte aux côtés de l'Indien Mahesh Bhupathi (8e titre à l'Open d'Australie, 3 simples, 4 doubles féminins et 1 double mixte). Ce duo bat 6-3, 6-3 la paire formée du Canadien Daniel Nestor et de la Russe Elena Likhovtseva. Martina Hingis s'adjuge son 15e titre du Grand Chelem : soit 5 en simple, 9 en double et donc le premier en double mixte.
Lors du tournoi de Tokyo, elle élimine successivement Nathalie Dechy, Maria Kirilenko et Maria Sharapova en demi-finale et atteint ainsi sa première finale WTA depuis son retour à la compétition. En finale, elle s'incline en deux sets secs (6-2, 6-0) face à une autre Russe : Elena Dementieva. Malgré cette défaite en finale, la Suissesse, remontée à la 117e place mondiale après son quart de finale à l'Open d'Australie, fait un nouveau bond au classement de la WTA pour atteindre la 48e place.
Elle atteint les quarts de finale du tournoi de Dubaï où elle est battue par Maria Sharapova, qui prend ainsi sa revanche. Cette performance lui fait atteindre la 32e place du classement WTA.
Elle continue son exploit au Masters Series d'Indian Wells, où elle bat notamment Lindsay Davenport, sa rivale lors de sa première carrière. Elle est stoppée en demi-finale par la future conquérante du titre Maria Sharapova. À l'issue du tournoi, elle occupe la 26e place mondiale. Son trajet n'est pas aussi brillant au Masters Series de Key Biscayne, où Svetlana Kuznetsova prend sa revanche après une lutte de 2 h 28. Le troisième set se conclut sur la 4e balle de match de la Russe à 11-9, la Suissesse ayant eu une balle de match à 6-7. Il s'agit de sa deuxième défaite contre une joueuse hors du Top 10.
Martina Hingis ne cache pas ses ambitions en vue de Roland Garros. C'est le seul tournoi du Grand Chelem qu'elle n'a pas remporté et elle avoue que ce titre manquant à son palmarès constitue l'une des principales motivations pour son retour à la compétition. À Varsovie, premier tournoi sur terre battue, elle ne saisit pas sa chance au 2e tour face à Venus Williams de retour sur le circuit : 4-6, 7-5, 6-4. Au tournoi de Berlin, après un bon parcours, elle inquiète Amélie Mauresmo en quart, mais perd le match 4-6, 6-4, 6-4. Ce bon résultat lui fait atteindre les portes du Top 20 : 21e.

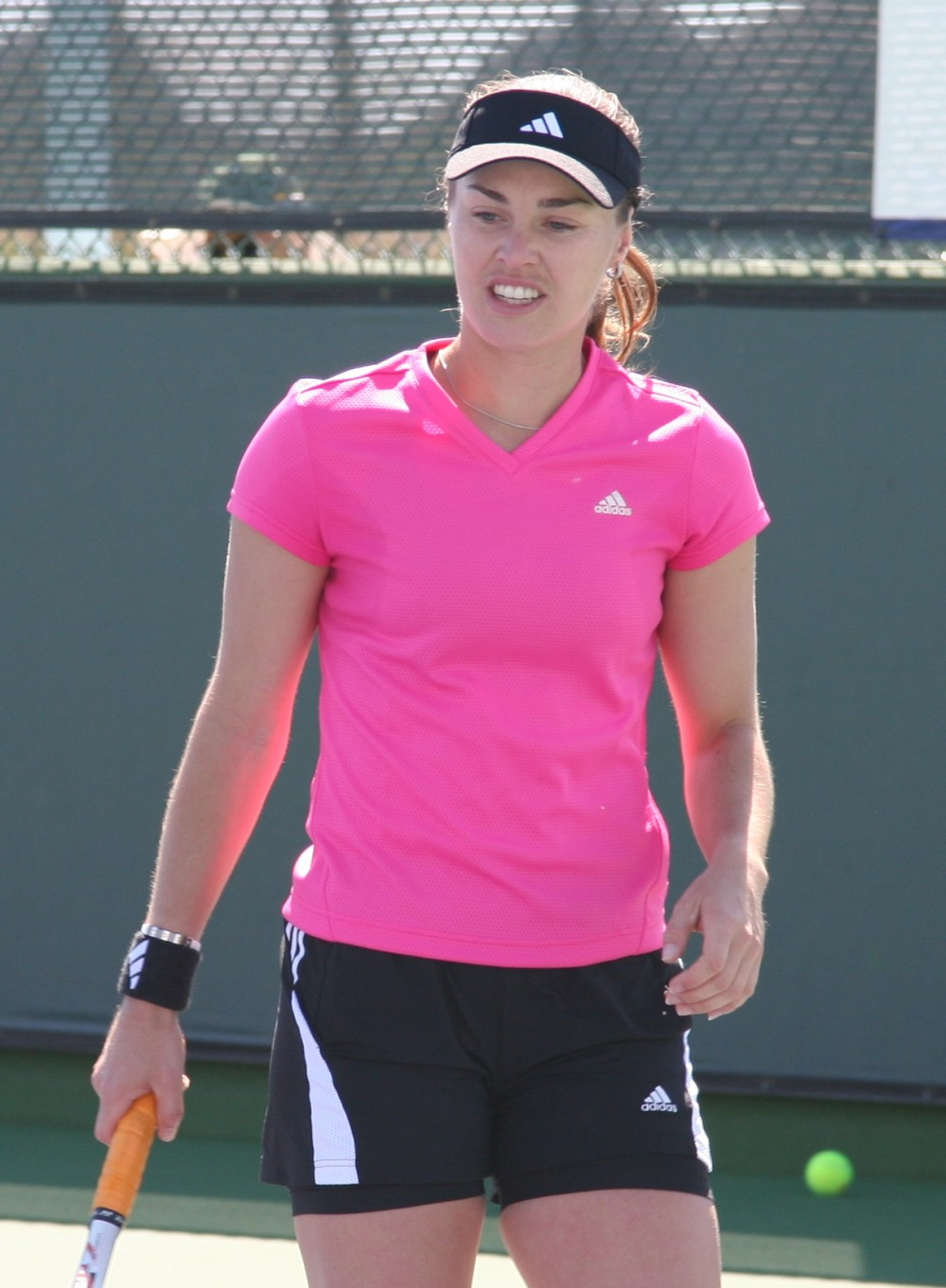
Martina Hingis (12 mars 2006).

Dimanche 21 mai 2006, Martina Hingis confirme son retour et remporte comme en 1998 le tournoi de Rome, battant en finale la Russe Dinara Safina sur le score de 6-2, 7-5. Il s'agit de son premier titre depuis 2002 et le 41e de sa carrière. À la veille de Roland-Garros, Martina Hingis pointe à la 14e place de la WTA.
Après avoir éliminé successivement l'Américaine Lisa Raymond, la Tchèque Zuzana Ondrášková, la Croate Ivana Lisjak, l'Israélienne, tête de série no 31, Shahar Peer, elle échoue en quarts-de-finale de Roland-Garros contre la Belge, no 2 mondiale, Kim Clijsters.
Elle fait son retour à Wimbledon après cinq ans d'absence : elle bat facilement Olga Savchuk, Tathiana Garbin mais chute au troisième tour face à Ai Sugiyama.
Dans la tournée américaine, elle échoue lors des quarts au tournoi de San Diego, à nouveau face à Kim Clijsters. Sa performance lors du tournoi de Montréal en 2006 (finaliste) lui permet de réintégrer le Top 10 où elle retrouve sa compatriote Patty Schnyder. Mais à l'US Open, elle réalise une contre-performance, s'inclinant au 2e tour contre Virginie Razzano en deux sets.
Lors de la tournée asiatique, elle remporte le tournoi de Calcutta face à Olga Poutchkova. Elle se rend ensuite à Séoul où elle est battue au deuxième tour face à Sania Mirza en trois sets, alors qu'elle l'avait battue la semaine précédente.
La Suissesse se qualifie pour les Masters de Madrid mais elle se retrouve dans le groupe jaune face à Amélie Mauresmo, Nadia Petrova et Justine Henin-Hardenne, trois joueuses en forme cette saison-là. Elle ne dépasse pas la phase de poules, battue par Justine Henin-Hardenne et Amélie Mauresmo. Elle bat tout de même Nadia Petrova. Malgré ces défaites, la Suissesse souhaite revenir parmi les meilleures.

#### 2007

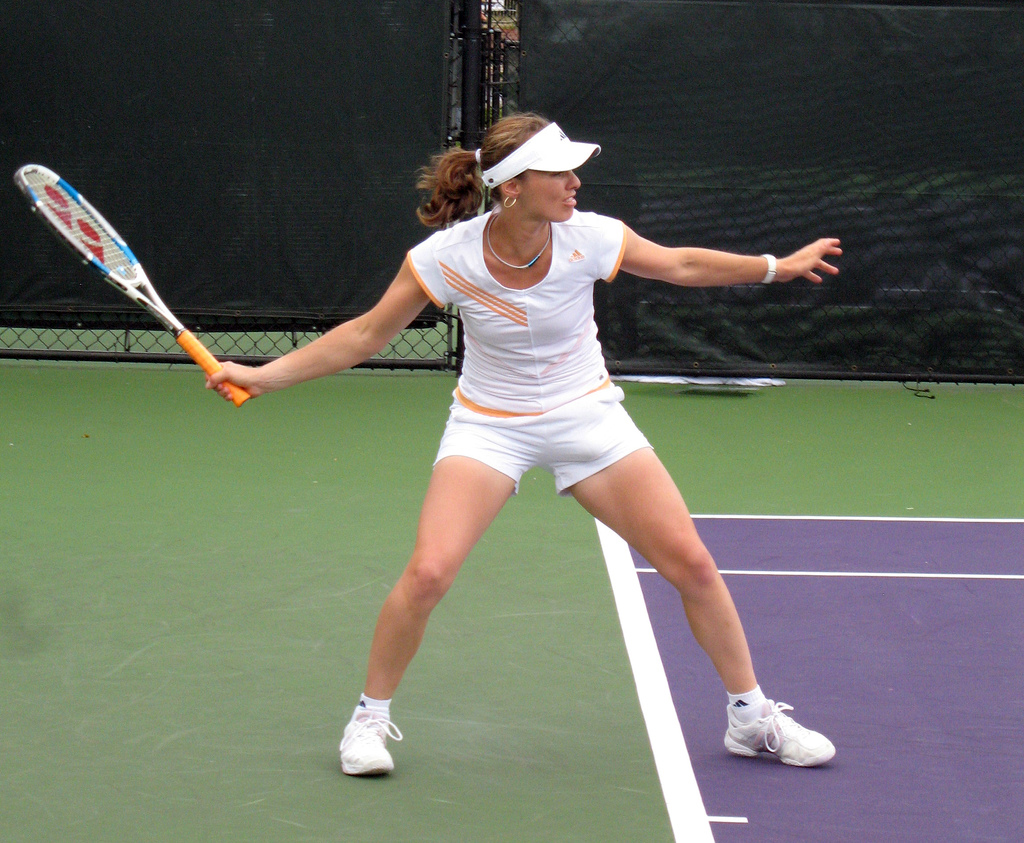
Martina Hingis à Miami.

Martina Hingis commence l'année 2007 par une belle performance à Gold Coast où elle atteint la finale du tournoi : elle est battue par Dinara Safina en trois sets 6-3, 3-6, 7-5. La semaine suivante à Sydney, la Suissesse est éliminée dès le premier tour par la joueuse en forme du moment Jelena Janković en 3 sets 6-4, 4-6, 6-3. Martina Hingis arrive donc à l'Open d'Australie, première levée du Grand Chelem qui lui réussit bien puisqu'elle a gagné le titre trois fois en 1997, 1998 et 1999. La Swiss Miss confirme sa bonne réussite en passant très facilement les premiers tours (6-0, 6-2 face à Nathalie Dechy au premier, 6-2, 6-2 face à Alla Kudryavtseva au second et 6-2, 6-1 face à Aiko Nakamura au troisième). Son huitième de finale est plus délicat à gérer face à la Chinoise Li Na mais elle s'en sort tout de même en trois sets 4-6, 6-3, 6-0. Elle égale ainsi sa performance de l'année précédente puisqu'elle accède aux quarts de finale. Elle ne va cependant pas plus loin puisqu'elle est éliminée par la même joueuse que l'année précédente, Kim Clijsters, en 3 sets 3-6, 6-4, 6-3.
Martina Hingis s'aligne la semaine suivante au Tournoi de tennis de Tokyo (WTA 2007). Elle l'a remporté 4 fois et y a atteint la finale l'année précédente en battant au passage Maria Sharapova. Martina Hingis remporte le tournoi sans perdre un set et en éliminant en finale Ana Ivanović 6-4, 6-2. La Suissesse s'aligne à Dubaï où elle est éliminée en quarts de finale par Jelena Janković 7-6 6-1. Elle explique cette défaite par la fatigue, son match de la veille s'étant terminé à 1 h 30 du matin. Après Dubaï, elle s'aligne à Doha où elle est aussi éliminée en quart de finale par Daniela Hantuchová, la Slovaque, 1-6, 6-4, 6-4, après avoir tout de même mené 6-1, 4-1. Mais elle gagne le titre en double avec Maria Kirilenko.
À Indian Wells, la Suissesse est éliminée à nouveau par une Daniela Hantuchová au sommet de sa forme en deux sets 6-4, 6-3 en huitièmes de finale. À Miami, la Suissesse est de nouveau surprise par la jeune Polonaise Agnieszka Radwańska au troisième tour (défaite 4-6, 6-3, 6-2).
La joueuse suisse commence sa saison sur terre battue à Berlin, tournoi qu'elle a remporté en 1999. La Swiss Miss est sèchement éliminée au troisième tour du tournoi en deux sets 6-4, 6-0 par sa compatriote Patty Schnyder. Martina Hingis avoue alors qu'elle a été gênée par une blessure au dos persistante. Cette blessure l'empêche d'ailleurs de s'aligner à Roland-Garros, le seul tournoi du Grand Chelem qu'elle n'a pas remporté.
Elle revient pour les internationaux de Grande-Bretagne, là où elle s'est imposée dix ans auparavant. Après un premier tour très disputé (elle sauve deux balles de match) elle atteint le deuxième tour où elle se défait facilement de son adversaire. Mais elle chute en deux sets secs au troisième tour face à Granville.
Martina Hingis revient au tournoi de San Diego, où elle est stoppée en huitième par Patty Schnyder (6-1, 6-7, 6-3).
Après deux premiers tours convaincants, la Suissesse est battue par Victoria Azarenka au 3e tour à l'US Open.

### Contrôle positif et suspension des compétitions (2007-2012)
Le 1er novembre 2007, convoque la presse pour révéler un contrôle positif à la cocaïne lors du tournoi de Wimbledon du 29 juin 2007. Elle se défend en précisant que le contrôle est effectué par un organisme indépendant, non reconnu comme officiel. Elle déclare que la quantité identifiée sur un de ses cheveux est si infime que n'importe qui pourrait être contrôlé positif ; qu'il suffit de passer la main sur un comptoir de bar à une soirée puis de se toucher le visage pour que le test soit positif,. C'est alors que, disant être dégoûtée du système, elle annonce l'arrêt de sa carrière professionnelle.

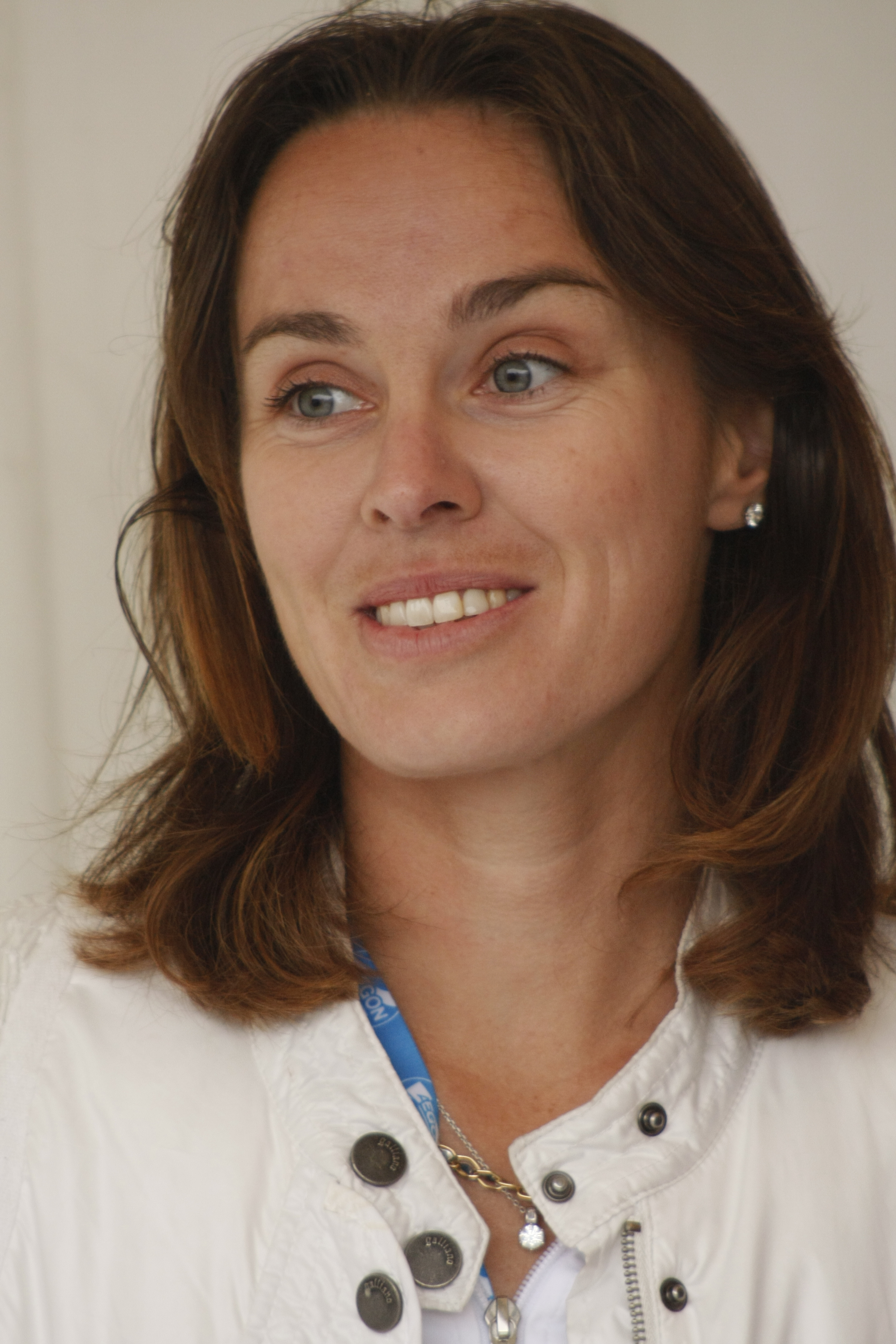
Martina Hingis en 2011 en marge du tournoi d'Eastbourne.

Le 4 janvier 2008, l'ITF la suspend deux ans en rejetant sa réclamation quant à une « négligence ou une faute non significative » et lui retire ses résultats et l'argent gagné depuis Wimbledon,.
Martina Hingis participe début juin 2008 à un tournoi d'exhibition en Angleterre (à Liverpool) et gagne ses deux matchs en simple contre la Tchèque Jana Novotna dans un remake de la finale de Wimbledon 1997 sur le score de 6-3, 6-4.
Le 20 octobre 2009, Martina Hingis, dont la suspension se termine le 30 septembre, annonce dans un entretien à L'Équipe, qu'elle ne reprend pas la compétition.
En 2011, à Roland-Garros dans le trophée des légendes, elle gagne le double avec Lindsay Davenport contre Martina Navrátilová et Jana Novotná 6-1, 6-2. Un mois plus tard, les quatre joueuses se retrouvent en finale du tournoi équivalent de Wimbledon (Ladies invitation doubles), avec une nouvelle victoire de Martina Hingis et Lindsay Davenport 6-4, 6-4.
Roger Federer déclare en août 2011 qu'il va solliciter Martina Hingis pour disputer le double mixte aux Jeux olympiques de Londres en 2012. En décembre, l'entraîneur de Roger Federer, Severin Luthi annonce qu'après discussion, les deux joueurs suisses ont décidé de ne pas faire équipe.

### Retour gagnant sur le circuit en double (2013-2017)

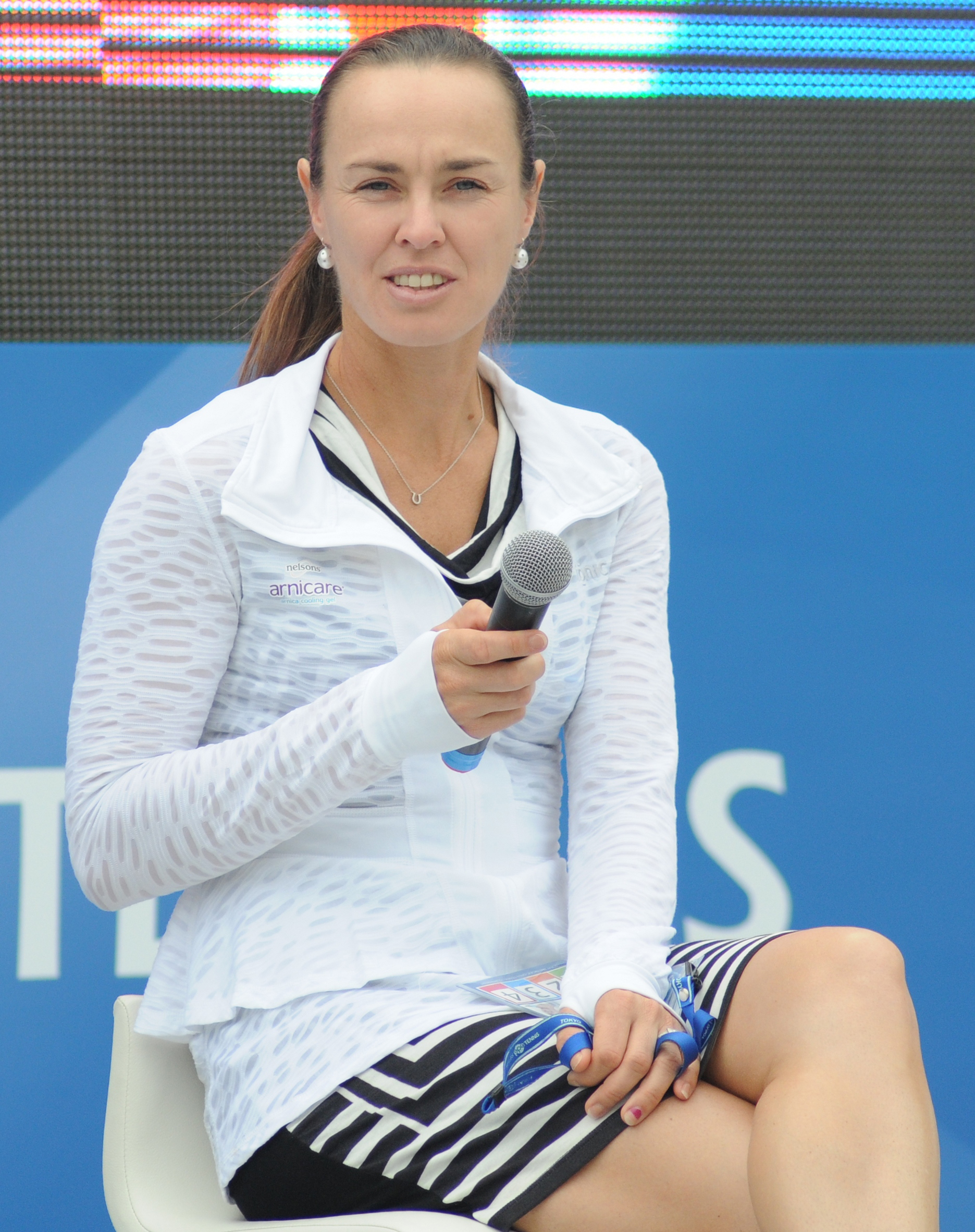
Martina Hingis en septembre 2014.

Au mois de juillet 2013, Martina Hingis annonce son retour en tant que joueuse professionnelle pour le tournoi de double de Carlsbad aux côtés de la joueuse slovaque Daniela Hantuchová, avec qui elle passe un tour. La Suissesse n'écarte pas un possible retour en simple. Toujours avec Hantuchová, elle s'aligne ensuite à Toronto, Cincinnati et New Haven, ainsi qu'à l'US Open, ne passant jamais plus d'un tour.

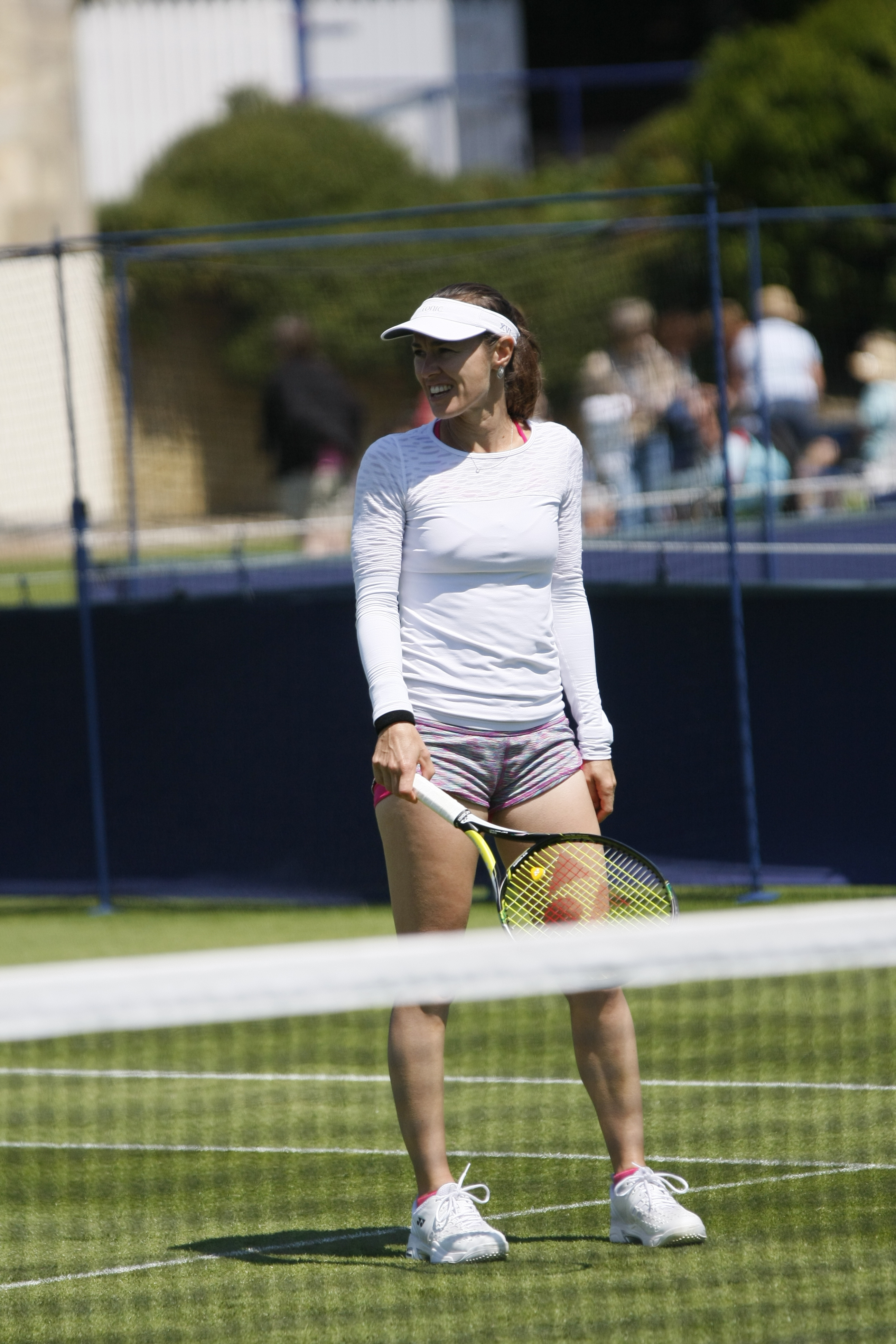
Martina Hingis à Eastbourne en 2015.

En 2014, elle poursuit ce retour sur le circuit de double en jouant quatre tournois aux côtés de l'Allemande Sabine Lisicki : Indian Wells, Miami, Madrid et Rome. En mars 2014, elle remporte alors l'Open de Miami avec Lisicki, gagnant ainsi son premier titre WTA depuis celui acquis en double à Doha en février 2007. Au mois de juin, elle atteint à nouveau une finale en double à Eastbourne avec l'Italienne Flavia Pennetta, ne s'inclinant que contre les sœurs taïwanaises Chan Hao-ching et Chan Yung-jan. Elle revient ainsi au 43e rang mondial en double et s'aligne ensuite à Wimbledon où elle perd dès le premier tour en double dames mais où elle passe deux tours en double mixte avec le Brésilien Bruno Soares. À l'US Open, avec Flavia Pennetta, elle atteint la finale, sa première en Grand Chelem depuis son titre en double mixte à l'Open d'Australie 2006, et sa première à l'US Open depuis sa finale en double en 1999. Pennetta et Hingis s'inclinent en trois sets (6-2, 3-6, 2-6) face aux Russes Ekaterina Makarova et Elena Vesnina, têtes de série no 4. Elle finit l'année à la 11e place mondiale.
L'année 2015 commence bien pour elle, puisqu'elle s'impose dès le premier tournoi de l'année avec Sabine Lisicki à Brisbane. Elle remporte ensuite le double mixte de l'Open d'Australie avec Leander Paes. Il s'agit de son 16e titre en Grand Chelem, le 11e en double. En mars, associée à Sania Mirza, elle enchaîne trois victoires consécutives à Indian Wells, Miami et Charleston ce qui lui permet de revenir au 4e rang mondial en double.
Le 7 avril 2015, elle est rappelée en équipe de Suisse de Fed Cup, une première depuis dix-sept ans, où elle joue et perd deux simples contre l'équipe de Pologne à Zielona Góra (défaites contre Agnieszka Radwańska puis sa sœur Urszula). La Suisse se qualifie tout de même (3-2) pour le groupe mondial I.
En juillet à Wimbledon, elle remporte le double dames avec Sania Mirza et le double mixte avec Leander Paes,.
En septembre à l'US Open, elle réédite cet exploit avec les mêmes partenaires en remportant le double dames avec Sania Mirza et le double mixte avec Leander Paes,.
Enfin, elle termine l'année en beauté en remportant le Masters de double à Singapour, toujours associée avec l'Indienne Sania Mirza. Elle finit l'année à la 2e place mondiale, et constitue la première paire mondiale avec Mirza.
L'année 2016 commence encore mieux que la précédente, puisqu'elle s'impose lors de ses deux premiers tournois de l'année toujours avec Sania Mirza à Brisbane et Sydney. Elles remportent ensuite l'Open d'Australie en battant les Tchèques Andrea Hlaváčková et Lucie Hradecká en finale, remportant leur troisième tournoi du Grand Chelem consécutif. Elles réalisent ainsi une série impressionnante de 36 victoires consécutives, la plus longue série de victoires en double féminin depuis 1990. Elles remportent encore le titre à Saint-Pétersbourg. C'est à Doha que leur série de victoires consécutives prend fin avec un total de 41, en quarts de finale face aux Russes Daria Kasatkina et Elena Vesnina.

### Dernières victoires et retraite définitive (2017)
En 2017, elle fait équipe avec la Taïwanaise Chan Yung-jan. Elles dominent la saison, remportant 9 titres dont l'US Open et 3 tournois Premier Mandatory (Indian Wells, Madrid et Pékin).
Première tête de série aux Masters, elle annonce qu'elle prend sa retraite à la fin du tournoi, espérant terminer sa carrière sur une victoire. Mais elles sont éliminées en demi-finale par la paire tchéco-hongroise Andrea Hlaváčková / Tímea Babos.
Martina Hingis gagne durant sa carrière treize titres du Grand Chelem en double et sept autres en double mixte.

### Style de jeu
Martina Hingis est une joueuse tout terrain qui possède un jeu intelligent et rusé. Elle compense son manque de puissance par une fluidité de mouvements, une précision, une finesse, une construction du point, une gamme de coups variés, une bonne vision de la géométrie du court pour placer ses coups. Hingis utilise une prise orientale pour son coup droit, ce qui lui permet de créer des angles aigus et de dicter le jeu. Son revers à deux mains est son coup de fond le plus efficace, qu'elle utilise pour rediriger la puissance vers le bas de la ligne. Elle peut également frapper son revers à une main avec un slice, et utilise ce coup pour briser le rythme des échanges. Son service n'est pas particulièrement puissant, et elle sert rarement des aces, mais il est fiable. Bien que l'un de ses services ait été enregistré à une vitesse de 178 km/h, son premier service est généralement effectué à 152 km/h, et son deuxième service à 127 km/h en moyenne.
Elle est l'une des joueuses les plus efficaces du circuit WTA, se positionnant sur la ligne de fond pour retourner les premiers services. L'acuité de son regard lui permet d'anticiper efficacement les services et d'effectuer des prises de balles précoces,,. Grâce à son expérience en double, elle possède un répertoire presque complet de coups au filet, où elle choisit souvent de terminer les points. L'une des combinaisons préférées de Hingis est un amorti, suivi d'un lob ; si le lob est retourné, une simple volée lui permet de gagner le point. Ses principales faiblesses sont sa nervosité et son inconstance, qui se manifestent plus tard dans sa carrière. Elle est à l'aise et compétente sur toutes les surfaces, bien qu'elle n'ait jamais remporté de titre en simple à Roland-Garros.

### Propos et attitudes polémiques
Martina Hingis a une très longue carrière professionnelle. Certains dérapages verbaux l'émaillent, comme les propos tenus à l'encontre d'Amélie Mauresmo qu'elle accuse en 1999 de « jouer comme un homme », en référence à son homosexualité déclarée,,. Ou les sœurs Williams qui auraient tiré un avantage marketing du fait d'être noires,.
Le 5 juin 1999, contre Steffi Graf, Martina Hingis perd une nouvelle finale à Roland-Garros (4-6, 7-5, 6-2). Après une balle litigieuse, elle s'attire l'hostilité du public en allant contester un point dans le camp de son adversaire, chose interdite, puis en servant à la cuillère à la fin de la rencontre. Le public, majoritairement pour Steffi Graf, la siffle copieusement. Après la balle de match, elle quitte le court central sous les huées, avant d'y revenir, en pleurs, ramenée par sa mère, pour la remise des trophées. Finalement, après quelques mots en français, le public finit par l'applaudir.
En 2000, à Santiago du Chili, Martina Hingis et Anna Kournikova ont une altercation à propos d'une décision erronée sur une balle. Martina Hingis aurait dit à Kournikova sur le court : « Tu crois que tu es la reine ? JE SUIS LA REINE ! » et les trophées auraient volé dans les vestiaires,. Un an plus tard, à l'US Open, elles jouent à nouveau ensemble.
À l'US Open 2002, Hingis rencontre Jennifer Capriati et après avoir mené la première manche, la tension monte sous la chaleur. Capriati s'en prend au public puis quand Hingis perd le deuxième set, elle casse sa raquette et reçoit un avertissement.

## Vie privée
Elle parle quatre langues : le tchèque, l'allemand (en particulier le suisse allemand), l'anglais et le français.
Martina Hingis achète en 1999 une villa à Saddlebrook en Floride, mais n'y habite qu'occasionnellement, restant domiciliée en Suisse, dans le canton de Schwytz.
Entre les années 1990 et le début des années 2000, Martina Hingis fréquente plus ou moins longuement les joueurs de tennis Julián Alonso, Ivo Heuberger et Magnus Norman, ainsi que le golfeur espagnol Sergio García,. En novembre 2006, elle se fiance au joueur de tennis tchèque Radek Štěpánek, mais celui-ci décide de renoncer à leur mariage en août 2007. Début 2010, Martina Hingis se fiance à l'avocat Andreas Bieri : cette liaison ne dure pas car elle rencontre le cavalier français Thibault Hutin en avril 2010 et l’épouse en décembre de la même année,.
En septembre 2013, Thibault Hutin alerte la police suisse pour se plaindre d'être battu par sa femme, sa belle-mère et le compagnon de celle-ci,,. Il accuse en outre sa femme de le tromper et le menacer. Ils se séparent avant la fin de l'année. Un an et demi plus tard, Martina Hingis indique dans Le Journal du dimanche du 31 mai 2015 que la procédure de divorce est en cours.
En juillet 2018, elle épouse en secondes noces Harald Leemann, médecin de l’équipe de Suisse de Fed Cup et, le 30 septembre suivant, annonce sur les réseaux sociaux qu'elle attend son premier enfant. Puis elle présente sa fille Lia aux médias. En août 2022, Martina Hingis annonce sa séparation d'Harold Leeman. Elle s'installe dans un appartement à Schindellegi, dans le canton de Schwytz où vit sa mère et sa grand-mère, avec sa fille de trois ans, Lia.
Martina Hingis a une passion depuis toujours pour les chevaux et pratique le sport équestre. Elle possède désormais sa propre écurie dans la ville thermale de Bad Ragaz,.

## Palmarès

### Titres en simple dames
| No | Date              | Nom et lieu du tournoi                 | Catégorie | Dotation    | Surface         | Finaliste           | Score              |          |
| -- | ----------------- | -------------------------------------- | --------- | ----------- | --------------- | ------------------- | ------------------ | -------- |
| 1  | 07 octobre 1996   | Porsche Tennis GP, Filderstadt         | Tier II   | 450 000 $   | Dur (int.)      | Anke Huber          | 6-2, 3-6, 6-3      | Parcours |
| 2  | 04 novembre 1996  | Bank of the West Classic, Oakland      | Tier II   | 450 000 $   | Moquette (int.) | Monica Seles        | 6-2, 6-0           | Parcours |
| 3  | 06 janvier 1997   | Sydney International, Sydney           | Tier II   | 342 500 $   | Dur (ext.)      | Jennifer Capriati   | 6-1, 5-7, 6-1      | Parcours |
| 4  | 13 janvier 1997   | Ford Australian Open, Melbourne        | G. Chelem | 4 058 100 $ | Dur (ext.)      | Mary Pierce         | 6-2, 6-2           | Parcours |
| 5  | 27 janvier 1997   | Toray Pan Pacific Open, Tokyo          | Tier I    | 926 250 $   | Moquette (int.) | Steffi Graf         | Forfait            | Parcours |
| 6  | 10 février 1997   | Open Gaz de France, Paris              | Tier II   | 450 000 $   | Moquette (int.) | Anke Huber          | 6-3, 3-6, 6-3      | Parcours |
| 7  | 20 mars 1997      | The Lipton Championships, Miami        | Tier I    | 1 750 000 $ | Dur (ext.)      | Monica Seles        | 6-2, 6-1           | Parcours |
| 8  | 31 mars 1997      | Family Circle Mag. Cup, Hilton Head    | Tier I    | 926 250 $   | Terre (ext.)    | Monica Seles        | 3-6, 6-3, 7-6      | Parcours |
| 9  | 23 juin 1997      | The Championships, Wimbledon           | G. Chelem | 4 083 056 $ | Gazon (ext.)    | Jana Novotná        | 2-6, 6-3, 6-3      | Parcours |
| 10 | 21 juillet 1997   | Bank of the West Classic, Stanford     | Tier II   | 450 000 $   | Dur (ext.)      | Conchita Martínez   | 6-0, 6-2           | Parcours |
| 11 | 28 juillet 1997   | Toshiba Classic, San Diego             | Tier II   | 450 000 $   | Dur (ext.)      | Monica Seles        | 7-6, 6-4           | Parcours |
| 12 | 25 août 1997      | US Open, Flushing Meadows              | G. Chelem | 4 976 000 $ | Dur (ext.)      | Venus Williams      | 6-0, 6-4           | Parcours |
| 13 | 06 octobre 1997   | Porsche Tennis GP, Filderstadt         | Tier II   | 450 000 $   | Dur (int.)      | Lisa Raymond        | 6-4, 6-2           | Parcours |
| 14 | 10 novembre 1997  | Advanta Championships, Philadelphie    | Tier II   | 450 000 $   | Moquette (int.) | Lindsay Davenport   | 7-5, 6-7, 7-6      | Parcours |
| 15 | 19 janvier 1998   | Australian Open, Melbourne             | G. Chelem | 4 058 100 $ | Dur (ext.)      | Conchita Martínez   | 6-3, 6-3           | Parcours |
| 16 | 05 mars 1998      | State Farm Evert Cup, Indian Wells     | Tier I    | 1 250 000 $ | Dur (ext.)      | Lindsay Davenport   | 6-3, 6-4           | Parcours |
| 17 | 27 avril 1998     | Intersport Damen GP, Hambourg          | Tier II   | 450 000 $   | Terre (ext.)    | Jana Novotná        | 6-3, 7-5           | Parcours |
| 18 | 04 mai 1998       | Italian Open, Rome                     | Tier I    | 926 250 $   | Terre (ext.)    | Venus Williams      | 6-3, 2-6, 6-3      | Parcours |
| 19 | 16 novembre 1998  | Chase Championships, New York          | Masters   | 2 000 000 $ | Moquette (int.) | Lindsay Davenport   | 7-5, 6-4, 4-6, 6-2 | Parcours |
| 20 | 18 janvier 1999   | Australian Open, Melbourne             | G. Chelem | 3 040 620 $ | Dur (ext.)      | Amélie Mauresmo     | 6-2, 6-3           | Parcours |
| 21 | 01 février 1999   | Toray Pan Pacific Open, Tokyo          | Tier I    | 1 000 000 $ | Moquette (int.) | Amanda Coetzer      | 6-2, 6-1           | Parcours |
| 22 | 29 mars 1999      | Family Circle Cup, Hilton Head         | Tier I    | 1 000 000 $ | Terre (ext.)    | Anna Kournikova     | 6-4, 6-3           | Parcours |
| 23 | 10 mai 1999       | German Open, Berlin                    | Tier I    | 1 050 000 $ | Terre (ext.)    | Julie Halard        | 6-0, 6-1           | Parcours |
| 24 | 02 août 1999      | TIG Tennis Classic, San Diego          | Tier II   | 520 000 $   | Dur (ext.)      | Venus Williams      | 6-4, 6-0           | Parcours |
| 25 | 16 août 1999      | Omnium du Maurier, Toronto             | Tier I    | 1 050 000 $ | Dur (ext.)      | Monica Seles        | 6-4, 6-4           | Parcours |
| 26 | 04 octobre 1999   | Porsche Tennis Grand Prix, Filderstadt | Tier II   | 520 000 $   | Dur (int.)      | Mary Pierce         | 6-4, 6-1           | Parcours |
| 27 | 31 janvier 2000   | Toray Pan Pacific Open, Tokyo          | Tier I    | 1 080 000 $ | Moquette (int.) | Sandrine Testud     | 6-3, 7-5           | Parcours |
| 28 | 20 mars 2000      | Ericsson Open, Miami                   | Tier I    | 2 525 000 $ | Dur (ext.)      | Lindsay Davenport   | 6-3, 6-2           | Parcours |
| 29 | 02 mai 2000       | Betty Barclay Cup, Hambourg            | Tier II   | 535 000 $   | Terre (ext.)    | Arantxa Sánchez     | 6-3, 6-3           | Parcours |
| 30 | 19 juin 2000      | Heineken Trophy, Bois-le-Duc           | Tier III  | 170 000 $   | Gazon (ext.)    | Ruxandra Dragomir   | 6-2, 3-0, ab.      | Parcours |
| 31 | 14 août 2000      | Omnium du Maurier, Montréal            | Tier I    | 1 080 000 $ | Dur (ext.)      | Serena Williams     | 0-6, 6-3, 3-0, ab. | Parcours |
| 32 | 02 octobre 2000   | Porsche Tennis Grand Prix, Filderstadt | Tier II   | 535 000 $   | Dur (int.)      | Kim Clijsters       | 6-0, 6-3           | Parcours |
| 33 | 09 octobre 2000   | Swisscom Challenge, Zurich             | Tier I    | 1 080 000 $ | Dur (int.)      | Lindsay Davenport   | 6-4, 4-6, 7-5      | Parcours |
| 34 | 23 octobre 2000   | Kremlin Cup, Moscou                    | Tier I    | 1 080 000 $ | Moquette (int.) | Anna Kournikova     | 6-3, 6-1           | Parcours |
| 35 | 13 novembre 2000  | Chase Championships, New York          | Masters   | 2 000 000 $ | Moquette (int.) | Monica Seles        | 6-75, 6-4, 6-4     | Parcours |
| 36 | 08 janvier 2001   | Adidas International, Sydney           | Tier II   | 515 000 $   | Dur (ext.)      | Lindsay Davenport   | 6-3, 4-6, 7-5      | Parcours |
| 37 | 12 février 2001   | Qatar Total FinaElf Open, Doha         | Tier III  | 170 000 $   | Dur (ext.)      | Sandrine Testud     | 6-3, 6-2           | Parcours |
| 38 | 19 février 2001   | Duty Free Women’s Open, Dubaï          | Tier II   | 565 000 $   | Dur (ext.)      | Nathalie Tauziat    | 6-4, 6-4           | Parcours |
| 39 | 07 janvier 2002   | Adidas International, Sydney           | Tier II   | 585 000 $   | Dur (ext.)      | Meghann Shaughnessy | 6-2, 6-3           | Parcours |
| 40 | 28 janvier 2002   | Toray Pan Pacific Open, Tokyo          | Tier I    | 1 224 000 $ | Moquette (int.) | Monica Seles        | 7-66, 4-6, 6-3     | Parcours |
| 41 | 15 mai 2006       | Internazionali d'Italia, Rome          | Tier I    | 1 340 000 $ | Terre (ext.)    | Dinara Safina       | 6-2, 7-5           | Parcours |
| 42 | 18 septembre 2006 | Sunfeast Open, Calcutta                | Tier III  | 175 000 $   | Dur (int.)      | Olga Puchkova       | 6-0, 6-4           | Parcours |
| 43 | 29 janvier 2007   | Toray Pan Pacific Open, Tokyo          | Tier I    | 1 340 000 $ | Moquette (int.) | Ana Ivanović        | 6-4, 6-2           | Parcours |

### Finales en simple dames
| No | Date             | Nom et lieu du tournoi                  | Catégorie | Dotation    | Surface         | Vainqueure         | Score                                   |          |
| -- | ---------------- | --------------------------------------- | --------- | ----------- | --------------- | ------------------ | --------------------------------------- | -------- |
| 1  | 01 mai 1995      | Citizen Cup, Hambourg                   | Tier II   | 430 000 $   | Terre (ext.)    | Conchita Martínez  | 6-1, 6-0                                | Parcours |
| 2  | 06 mai 1996      | Italian Open, Rome                      | Tier I    | 926 250 $   | Terre (ext.)    | Conchita Martínez  | 6-2, 6-3                                | Parcours |
| 3  | 14 octobre 1996  | European Indoors, Zurich                | Tier I    | 926 250 $   | Moquette (int.) | Jana Novotná       | 6-2, 6-2                                | Parcours |
| 4  | 18 novembre 1996 | Chase Championships, New York           | Masters   | 2 000 000 $ | Moquette (int.) | Steffi Graf        | 6-3, 4-6, 6-0, 4-6, 6-0                 | Parcours |
| 5  | 26 mai 1997      | Roland-Garros, Paris                    | G. Chelem | 4 566 003 $ | Terre (ext.)    | Iva Majoli         | 6-4, 6-2                                | Parcours |
| 6  | 02 février 1998  | Toray Pan Pacific Open, Tokyo           | Tier I    | 926 250 $   | Moquette (int.) | Lindsay Davenport  | 6-3, 6-3                                | Parcours |
| 7  | 10 août 1998     | Acura Classic, Los Angeles              | Tier II   | 450 000 $   | Dur (ext.)      | Lindsay Davenport  | 4-6, 6-4, 6-3                           | Parcours |
| 8  | 31 août 1998     | US Open, Flushing Meadows               | G. Chelem | 6 012 000 $ | Dur (ext.)      | Lindsay Davenport  | 6-3, 7-5                                | Parcours |
| 9  | 11 janvier 1999  | Adidas International, Sydney            | Tier II   | 420 000 $   | Dur (ext.)      | Lindsay Davenport  | 6-4, 6-3                                | Parcours |
| 10 | 24 mai 1999      | Roland-Garros, Paris                    | G. Chelem | 4 407 123 $ | Terre (ext.)    | Steffi Graf        | 4-6, 7-5, 6-2                           | Parcours |
| 11 | 30 août 1999     | US Open, Flushing Meadows               | G. Chelem | 6 235 000 $ | Dur (ext.)      | Serena Williams    | 6-3, 7-6                                | Parcours |
| 12 | 11 octobre 1999  | Swisscom Challenge, Zurich              | Tier I    | 1 050 000 $ | Dur (int.)      | Venus Williams     | 6-3, 6-4                                | Parcours |
| 13 | 08 novembre 1999 | Advanta Championships, Philadelphie     | Tier II   | 520 000 $   | Moquette (int.) | Lindsay Davenport  | 6-3, 6-4                                | Parcours |
| 14 | 15 novembre 1999 | Chase Championships, New York           | Masters   | 2 000 000 $ | Moquette (int.) | Lindsay Davenport  | 6-4, 6-2                                | Parcours |
| 15 | 17 janvier 2000  | Australian Open, Melbourne              | G. Chelem | 3 544 313 $ | Dur (ext.)      | Lindsay Davenport  | 6-1, 7-5                                | Parcours |
| 16 | 28 février 2000  | State Farm Classic, Scottsdale          | Tier II   | 535 000 $   | Dur (ext.)      | Aucune             | finale annulée face à Lindsay Davenport | Parcours |
| 17 | 06 mars 2000     | Tennis Masters Series, Indian Wells     | Tier I    | 2 000 000 $ | Dur (ext.)      | Lindsay Davenport  | 4-6, 6-4, 6-0                           | Parcours |
| 18 | 06 novembre 2000 | Advanta Championships, Philadelphie     | Tier II   | 535 000 $   | Moquette (int.) | Lindsay Davenport  | 7-67, 6-4                               | Parcours |
| 19 | 15 janvier 2001  | Australian Open, Melbourne              | G. Chelem | 3 569 290 $ | Dur (ext.)      | Jennifer Capriati  | 6-4, 6-3                                | Parcours |
| 20 | 29 janvier 2001  | Toray Pan Pacific Open, Tokyo           | Tier I    | 1 188 000 $ | Moquette (int.) | Lindsay Davenport  | 6-74, 6-4, 6-2                          | Parcours |
| 21 | 16 avril 2001    | Family Circle Cup XXIX, Charleston      | Tier I    | 1 188 000 $ | Terre (ext.)    | Jennifer Capriati  | 6-0, 4-6, 6-4                           | Parcours |
| 22 | 14 janvier 2002  | Australian Open, Melbourne              | G. Chelem | 3 942 915 $ | Dur (ext.)      | Jennifer Capriati  | 4-6, 7-67, 6-2                          | Parcours |
| 23 | 04 mars 2002     | Pacific Life Open, Indian Wells         | Tier I    | 2 100 000 $ | Dur (ext.)      | Daniela Hantuchová | 6-3, 6-4                                | Parcours |
| 24 | 30 janvier 2006  | Toray Pan Pacific Open, Tokyo           | Tier I    | 1 340 000 $ | Moquette (int.) | Elena Dementieva   | 6-2, 6-0                                | Parcours |
| 25 | 15 août 2006     | Coupe Rogers Banque Nationale, Montréal | Tier I    | 1 340 000 $ | Dur (ext.)      | Ana Ivanović       | 6-2, 6-3                                | Parcours |
| 26 | 01 janvier 2007  | Australian Women's HC, Gold Coast       | Tier III  | 175 000 $   | Dur (ext.)      | Dinara Safina      | 6-3, 3-6, 7-5                           | Parcours |

### Titres en double dames
| No | Date              | Nom et lieu du tournoi                         | Catégorie | Dotation     | Surface         | Partenaire         | Finalistes                             | Score             |          |
| -- | ----------------- | ---------------------------------------------- | --------- | ------------ | --------------- | ------------------ | -------------------------------------- | ----------------- | -------- |
| 1  | 01 mai 1995       | Citizen Cup Hambourg                           | Tier II   | 430 000 $    | Terre (ext.)    | Gigi Fernández     | Conchita Martínez Patricia Tarabini    | 6-2, 6-3          | Parcours |
| 2  | 24 juin 1996      | The Championships Wimbledon                    | G. Chelem | 3 392 408 $  | Gazon (ext.)    | Helena Suková      | Meredith McGrath Larisa Neiland        | 5-7, 7-5, 6-1     | Parcours |
| 3  | 14 octobre 1996   | European Indoors Zurich                        | Tier I    | 926 250 $    | Moquette (int.) | Helena Suková      | Nicole Arendt Natasha Zvereva          | 7-5, 6-4          | Parcours |
| 4  | 13 janvier 1997   | Ford Australian Open Melbourne                 | G. Chelem | 4 058 100 $  | Dur (ext.)      | Natasha Zvereva    | Lindsay Davenport Lisa Raymond         | 6-2, 6-2          | Parcours |
| 5  | 10 février 1997   | Open Gaz de France Paris                       | Tier II   | 450 000 $    | Moquette (int.) | Jana Novotná       | Alexandra Fusai Rita Grande            | 6-3, 6-0          | Parcours |
| 6  | 31 mars 1997      | Family Circle Mag. Cup Hilton Head             | Tier I    | 926 250 $    | Terre (ext.)    | Mary Joe Fernández | Lindsay Davenport Jana Novotná         | 7-5, 4-6, 6-1     | Parcours |
| 7  | 21 juillet 1997   | Bank of the West Classic Stanford              | Tier II   | 450 000 $    | Dur (ext.)      | Lindsay Davenport  | Conchita Martínez Patricia Tarabini    | 6-1, 6-3          | Parcours |
| 8  | 28 juillet 1997   | Toshiba Classic San Diego                      | Tier II   | 450 000 $    | Dur (ext.)      | Arantxa Sánchez    | Amy Frazier Kimberly Po                | 6-3, 7-5          | Parcours |
| 9  | 22 septembre 1997 | Sparkassen Cup International GP Leipzig        | Tier II   | 450 000 $    | Moquette (int.) | Jana Novotná       | Yayuk Basuki Helena Suková             | 6-2, 6-2          | Parcours |
| 10 | 06 octobre 1997   | Porsche Tennis GP Filderstadt                  | Tier II   | 450 000 $    | Dur (int.)      | Arantxa Sánchez    | Lindsay Davenport Jana Novotná         | 7-6, 3-6, 7-6     | Parcours |
| 11 | 13 octobre 1997   | European Indoor Championships Zurich           | Tier I    | 926 250 $    | Moquette (int.) | Arantxa Sánchez    | Larisa Neiland Helena Suková           | 4-6, 6-4, 6-1     | Parcours |
| 12 | 12 janvier 1998   | Sydney International Sydney                    | Tier II   | 342 500 $    | Dur (ext.)      | Helena Suková      | Katrina Adams Meredith McGrath         | 6-1, 6-2          | Parcours |
| 13 | 19 janvier 1998   | Australian Open Melbourne                      | G. Chelem | 4 058 100 $  | Dur (ext.)      | Mirjana Lučić      | Lindsay Davenport Natasha Zvereva      | 6-4, 2-6, 6-3     | Parcours |
| 14 | 02 février 1998   | Toray Pan Pacific Open Tokyo                   | Tier I    | 926 250 $    | Moquette (int.) | Mirjana Lučić      | Lindsay Davenport Natasha Zvereva      | 7-5, 6-4          | Parcours |
| 15 | 19 mars 1998      | The Lipton Championships Miami                 | Tier I    | 1 900 000 $  | Dur (ext.)      | Jana Novotná       | Arantxa Sánchez Natasha Zvereva        | 6-2, 3-6, 6-3     | Parcours |
| 16 | 25 mai 1998       | Roland-Garros Paris                            | G. Chelem | 4 105 011 $  | Terre (ext.)    | Jana Novotná       | Lindsay Davenport Natasha Zvereva      | 6-1, 7-64         | Parcours |
| 17 | 22 juin 1998      | The Championships Wimbledon                    | G. Chelem | 4 404 163 $  | Gazon (ext.)    | Jana Novotná       | Lindsay Davenport Natasha Zvereva      | 6-3, 3-6, 8-6     | Parcours |
| 18 | 10 août 1998      | Acura Classic Los Angeles                      | Tier II   | 450 000 $    | Dur (ext.)      | Natasha Zvereva    | Tamarine Tanasugarn Elena Tatarkova    | 6-4, 6-2          | Parcours |
| 19 | 17 août 1998      | Omnium du Maurier Montréal                     | Tier I    | 926 250 $    | Dur (ext.)      | Jana Novotná       | Yayuk Basuki Caroline Vis              | 6-3, 6-4          | Parcours |
| 20 | 31 août 1998      | US Open Flushing Meadows                       | G. Chelem | 6 012 000 $  | Dur (ext.)      | Jana Novotná       | Lindsay Davenport Natasha Zvereva      | 6-3, 6-3          | Parcours |
| 21 | 18 janvier 1999   | Australian Open Melbourne                      | G. Chelem | 3 040 620 $  | Dur (ext.)      | Anna Kournikova    | Lindsay Davenport Natasha Zvereva      | 7-5, 6-3          | Parcours |
| 22 | 05 mars 1999      | Evert Cup Indian Wells                         | Tier I    | 1 300 000 $  | Dur (ext.)      | Anna Kournikova    | Mary Joe Fernández Jana Novotná        | 6-2, 6-2          | Parcours |
| 23 | 18 mars 1999      | The Lipton Championships Miami                 | Tier I    | 2 075 000 $  | Dur (ext.)      | Jana Novotná       | Mary Joe Fernández Monica Seles        | 0-6, 6-4, 7-6     | Parcours |
| 24 | 03 mai 1999       | Italian Open Rome                              | Tier I    | 1 050 000 $  | Terre (ext.)    | Anna Kournikova    | Alexandra Fusai Nathalie Tauziat       | 6-2, 6-2          | Parcours |
| 25 | 14 juin 1999      | Direct Line Int’l Championships Eastbourne     | Tier II   | 520 000 $    | Gazon (ext.)    | Anna Kournikova    | Jana Novotná Natasha Zvereva           | 6-4, ab.          | Parcours |
| 26 | 15 novembre 1999  | Chase Championships New York                   | Masters   | 2 000 000 $  | Moquette (int.) | Anna Kournikova    | Larisa Neiland Arantxa Sánchez         | 6-4, 6-4          | Parcours |
| 27 | 31 janvier 2000   | Toray Pan Pacific Open Tokyo                   | Tier I    | 1 080 000 $  | Moquette (int.) | Mary Pierce        | Alexandra Fusai Nathalie Tauziat       | 6-4, 6-1          | Parcours |
| 28 | 29 mai 2000       | Roland-Garros Paris                            | G. Chelem | 4 141 085 $  | Terre (ext.)    | Mary Pierce        | Virginia Ruano Pascual Paola Suárez    | 6-2, 6-4          | Parcours |
| 29 | 14 août 2000      | Omnium du Maurier Montréal                     | Tier I    | 1 080 000 $  | Dur (ext.)      | Nathalie Tauziat   | Julie Halard Ai Sugiyama               | 6-3, 3-6, 6-4     | Parcours |
| 30 | 02 octobre 2000   | Porsche Tennis Grand Prix Filderstadt          | Tier II   | 535 000 $    | Dur (int.)      | Anna Kournikova    | Arantxa Sánchez Barbara Schett         | 6-4, 6-2          | Parcours |
| 31 | 09 octobre 2000   | Swisscom Challenge Zurich                      | Tier I    | 1 080 000 $  | Dur (int.)      | Anna Kournikova    | Kimberly Po Anne-Gaëlle Sidot          | 6-3, 6-4          | Parcours |
| 32 | 06 novembre 2000  | Advanta Championships Philadelphie             | Tier II   | 535 000 $    | Moquette (int.) | Anna Kournikova    | Lisa Raymond Rennae Stubbs             | 6-2, 7-5          | Parcours |
| 33 | 13 novembre 2000  | Chase Championships New York                   | Masters   | 2 000 000 $  | Moquette (int.) | Anna Kournikova    | Nicole Arendt Manon Bollegraf          | 6-2, 6-3          | Parcours |
| 34 | 01 octobre 2001   | Kremlin Cup Moscou                             | Tier I    | 1 185 000 $  | Moquette (int.) | Anna Kournikova    | Elena Dementieva Lina Krasnoroutskaïa  | 7-61, 6-3         | Parcours |
| 35 | 14 janvier 2002   | Australian Open Melbourne                      | G. Chelem | 3 942 915 $  | Dur (ext.)      | Anna Kournikova    | Daniela Hantuchová Arantxa Sánchez     | 6-2, 6-74, 6-1    | Parcours |
| 36 | 30 avril 2002     | Betty Barclay Cup Hambourg                     | Tier II   | 585 000 $    | Terre (ext.)    | Barbara Schett     | Daniela Hantuchová Arantxa Sánchez     | 6-1, 6-1          | Parcours |
| 37 | 26 février 2007   | Qatar Total Open Doha                          | Tier II   | 1 340 000 $  | Dur (ext.)      | Maria Kirilenko    | Ágnes Szávay Vladimíra Uhlířová        | 6-1, 6-1          | Parcours |
| 38 | 17 mars 2014      | Sony Open Tennis Miami                         | PREMIER*  | 5 427 105 $  | Dur (ext.)      | Sabine Lisicki     | Ekaterina Makarova Elena Vesnina       | 4-6, 6-4, [10-5]  | Parcours |
| 39 | 21 septembre 2014 | Dongfeng Motor Wuhan Open Wuhan                | Premier 5 | 2 440 070 $  | Dur (ext.)      | Flavia Pennetta    | Cara Black Caroline Garcia             | 6-4, 5-7, [12-10] | Parcours |
| 40 | 13 octobre 2014   | Kremlin Cup by Bank of Moscow Moscou           | Premier   | 710 000 $    | Dur (int.)      | Flavia Pennetta    | Caroline Garcia Arantxa Parra Santonja | 6-3, 7-5          | Parcours |
| 41 | 04 janvier 2015   | Brisbane International by Suncorp Brisbane     | Premier   | 1 000 000 $  | Dur (ext.)      | Sabine Lisicki     | Caroline Garcia Katarina Srebotnik     | 6-2, 7-5          | Parcours |
| 42 | 11 mars 2015      | BNP Paribas Open Indian Wells                  | PREMIER*  | 5 381 235 $  | Dur (ext.)      | Sania Mirza        | Ekaterina Makarova Elena Vesnina       | 6-3, 6-4          | Parcours |
| 43 | 23 mars 2015      | Miami Open presented by Itaú Miami             | PREMIER*  | 5 381 235 $  | Dur (ext.)      | Sania Mirza        | Ekaterina Makarova Elena Vesnina       | 7-5, 6-1          | Parcours |
| 44 | 06 avril 2015     | Family Circle Cup Charleston                   | Premier   | 731 000 $    | Terre (ext.)    | Sania Mirza        | Casey Dellacqua Darija Jurak           | 6-0, 6-4          | Parcours |
| 45 | 29 juin 2015      | The Championships Wimbledon                    | G. Chelem | 20 458 117 $ | Gazon (ext.)    | Sania Mirza        | Ekaterina Makarova Elena Vesnina       | 5-7, 7-64, 7-5    | Parcours |
| 46 | 31 août 2015      | US Open Flushing Meadows                       | G. Chelem | 20 102 700 $ | Dur (ext.)      | Sania Mirza        | Casey Dellacqua Yaroslava Shvedova     | 6-3, 6-3          | Parcours |
| 47 | 21 septembre 2015 | International Women's Open Guangzhou           | Intern'l  | 250 000 $    | Dur (ext.)      | Sania Mirza        | Xu Shilin You Xiaodi                   | 6-3, 6-1          | Parcours |
| 48 | 27 septembre 2015 | Dongfeng Motor Wuhan Open Wuhan                | Premier 5 | 2 513 000 $  | Dur (ext.)      | Sania Mirza        | Irina-Camelia Begu Monica Niculescu    | 6-2, 6-3          | Parcours |
| 49 | 03 octobre 2015   | China Open Pékin                               | PREMIER*  | 4 749 040 $  | Dur (ext.)      | Sania Mirza        | Chan Hao-ching Chan Yung-jan           | 6-79, 6-1, [10-8] | Parcours |
| 50 | 25 octobre 2015   | BNP Paribas WTA Finals by SC Global Singapour  | Masters   | 7 000 000 $  | Dur (int.)      | Sania Mirza        | Garbiñe Muguruza Carla Suárez Navarro  | 6-0, 6-3          | Parcours |
| 51 | 03 janvier 2016   | Brisbane International by Suncorp Brisbane     | Premier   | 1 000 000 $  | Dur (ext.)      | Sania Mirza        | Angelique Kerber Andrea Petkovic       | 7-5, 6-1          | Parcours |
| 52 | 10 janvier 2016   | Apia International Sydney Sydney               | Premier   | 753 000 $    | Dur (ext.)      | Sania Mirza        | Caroline Garcia Kristina Mladenovic    | 1-6, 7-5, [10-5]  | Parcours |
| 53 | 18 janvier 2016   | Australian Open Melbourne                      | G. Chelem | 14 835 728 $ | Dur (ext.)      | Sania Mirza        | Andrea Hlaváčková Lucie Hradecká       | 7-61, 6-3         | Parcours |
| 54 | 08 février 2016   | St. Petersburg Ladies Trophy Saint-Pétersbourg | Premier   | 753 000 $    | Dur (int.)      | Sania Mirza        | Vera Dushevina Barbora Krejčíková      | 6-3, 6-1          | Parcours |
| 55 | 09 mai 2016       | Internazionali BNL d'Italia Rome               | Premier 5 | 2 428 490 $  | Terre (ext.)    | Sania Mirza        | Ekaterina Makarova Elena Vesnina       | 6-1, 65-7, [10-3] | Parcours |
| 56 | 08 mars 2017      | BNP Paribas Open Indian Wells                  | PREMIER*  | 7 669 423 $  | Dur (ext.)      | Chan Yung-jan      | Lucie Hradecká Kateřina Siniaková      | 7-64, 6-2         | Parcours |
| 57 | 06 mai 2017       | Mutua Madrid Open Madrid                       | PREMIER*  | 6 408 230 €  | Terre (ext.)    | Chan Yung-jan      | Tímea Babos Andrea Hlaváčková          | 6-4, 6-3          | Parcours |
| 58 | 15 mai 2017       | Internazionali BNL d'Italia Rome               | Premier 5 | 3 076 495 $  | Terre (ext.)    | Chan Yung-jan      | Ekaterina Makarova Elena Vesnina       | 7-5, 7-64         | Parcours |
| 59 | 19 juin 2017      | Mallorca Open Calvià                           | Intern'l  | 250 000 $    | Gazon (ext.)    | Chan Yung-jan      | Jelena Janković Anastasija Sevastova   | Forfait           | Parcours |
| 60 | 25 juin 2017      | Aegon International Eastbourne                 | Premier   | 819 000 $    | Gazon (ext.)    | Chan Yung-jan      | Ashleigh Barty Casey Dellacqua         | 6-3, 7-5          | Parcours |
| 61 | 14 août 2017      | Western & Southern Open Cincinnati             | Premier 5 | 2 836 904 $  | Dur (ext.)      | Chan Yung-jan      | Hsieh Su-wei Monica Niculescu          | 4-6, 6-4, [10-7]  | Parcours |
| 62 | 31 août 2017      | US Open Flushing Meadows                       | G. Chelem | 24 193 400 $ | Dur (ext.)      | Chan Yung-jan      | Lucie Hradecká Kateřina Siniaková      | 6-3, 6-2          | Parcours |
| 63 | 24 septembre 2017 | Dongfeng Motor Wuhan Open Wuhan                | Premier 5 | 2 666 000 $  | Dur (ext.)      | Chan Yung-jan      | Shuko Aoyama Yang Zhaoxuan             | 7-65, 3-6, [10-4] | Parcours |
| 64 | 30 septembre 2017 | China Open Pékin                               | PREMIER*  | 7 027 063 $  | Dur (ext.)      | Chan Yung-jan      | Tímea Babos Andrea Hlaváčková          | 6-1, 6-4          | Parcours |

### Finales en double dames
| No | Date            | Nom et lieu du tournoi                     | Catégorie     | Dotation     | Surface         | Vainqueures                         | Partenaire       | Score            |          |
| -- | --------------- | ------------------------------------------ | ------------- | ------------ | --------------- | ----------------------------------- | ---------------- | ---------------- | -------- |
| 1  | 14 août 1995    | du Maurier Lté Open Toronto                | Tier I        | 806 250 $    | Dur (ext.)      | Gabriela Sabatini Brenda Schultz    | Iva Majoli       | 4-6, 6-0, 6-3    | Parcours |
| 2  | 29 avril 1996   | Rexona Cup Hambourg                        | Tier II       | 450 000 $    | Terre (ext.)    | Arantxa Sánchez Brenda Schultz      | Gigi Fernández   | 4-6, 7-6, 6-4    | Parcours |
| 3  | 06 mai 1996     | Italian Open Rome                          | Tier I        | 926 250 $    | Terre (ext.)    | Arantxa Sánchez Irina Spîrlea       | Gigi Fernández   | 6-4, 3-6, 6-3    | Parcours |
| 4  | 13 mai 1996     | German Open Berlin                         | Tier I        | 926 250 $    | Terre (ext.)    | Meredith McGrath Larisa Neiland     | Helena Suková    | 6-1, 5-7, 7-6    | Parcours |
| 5  | 07 octobre 1996 | Porsche Tennis GP Filderstadt              | Tier II       | 450 000 $    | Dur (int.)      | Nicole Arendt Jana Novotná          | Helena Suková    | 6-2, 6-3         | Parcours |
| 6  | 27 janvier 1997 | Toray Pan Pacific Open Tokyo               | Tier I        | 926 250 $    | Moquette (int.) | Lindsay Davenport Natasha Zvereva   | Gigi Fernández   | 6-4, 6-3         | Parcours |
| 7  | 27 avril 1998   | Intersport Damen GP Hambourg               | Tier II       | 450 000 $    | Terre (ext.)    | Barbara Schett Patty Schnyder       | Jana Novotná     | 7-6, 3-6, 6-3    | Parcours |
| 8  | 01 février 1999 | Toray Pan Pacific Open Tokyo               | Tier I        | 1 000 000 $  | Moquette (int.) | Lindsay Davenport Natasha Zvereva   | Jana Novotná     | 6-2, 6-3         | Parcours |
| 9  | 24 mai 1999     | Roland-Garros Paris                        | G. Chelem     | 4 407 123 $  | Terre (ext.)    | Serena Williams Venus Williams      | Anna Kournikova  | 6-3, 6-72, 8-6   | Parcours |
| 10 | 10 janvier 2000 | Adidas International Sydney                | Tier II       | 460 000 $    | Dur (ext.)      | Julie Halard Ai Sugiyama            | Mary Pierce      | 6-0, 6-3         | Parcours |
| 11 | 17 janvier 2000 | Australian Open Melbourne                  | G. Chelem     | 3 544 313 $  | Dur (ext.)      | Lisa Raymond Rennae Stubbs          | Mary Pierce      | 6-4, 5-7, 6-4    | Parcours |
| 12 | 23 octobre 2000 | Kremlin Cup Moscou                         | Tier I        | 1 080 000 $  | Moquette (int.) | Julie Halard Ai Sugiyama            | Anna Kournikova  | 4-6, 6-4, 7-65   | Parcours |
| 13 | 30 juillet 2001 | Acura Classic San Diego                    | Tier II       | 750 000 $    | Dur (ext.)      | Cara Black Elena Likhovtseva        | Anna Kournikova  | 6-4, 1-6, 6-4    | Parcours |
| 14 | 07 janvier 2002 | Adidas International Sydney                | Tier II       | 585 000 $    | Dur (ext.)      | Lisa Raymond Rennae Stubbs          | Anna Kournikova  | Forfait          | Parcours |
| 15 | 16 juin 2014    | AEGON International Eastbourne             | Premier       | 710 000 $    | Gazon (ext.)    | Chan Hao-ching Chan Yung-jan        | Flavia Pennetta  | 6-3, 5-7, [10-7] | Parcours |
| 16 | 25 août 2014    | US Open Flushing Meadows                   | G. Chelem     | 18 102 000 $ | Dur (ext.)      | Ekaterina Makarova Elena Vesnina    | Flavia Pennetta  | 2-6, 6-3, 6-2    | Parcours |
| 17 | 11 mai 2015     | Internazionali BNL d'Italia Rome           | Premier 5     | 2 707 664 $  | Terre (ext.)    | Tímea Babos Kristina Mladenovic     | Sania Mirza      | 6-4, 6-3         | Parcours |
| 18 | 18 avril 2016   | Porsche Tennis Grand Prix Stuttgart        | Premier       | 759 000 $    | Terre (int.)    | Caroline Garcia Kristina Mladenovic | Sania Mirza      | 2-6, 6-1, [10-6] | Parcours |
| 19 | 30 avril 2016   | Mutua Madrid Open Madrid                   | PREMIER*      | 4 771 360 $  | Terre (ext.)    | Caroline Garcia Kristina Mladenovic | Sania Mirza      | 6-4, 6-4         | Parcours |
| 20 | 06 août 2016    | Summer Olympic Tennis Event Rio de Janeiro | J. olympiques | NC           | Dur (ext.)      | Ekaterina Makarova Elena Vesnina    | Timea Bacsinszky | 6-4, 6-4         | Parcours |
| 21 | 15 août 2016    | Western & Southern Open Cincinnati         | Premier 5     | 2 804 000 $  | Dur (ext.)      | Sania Mirza Barbora Strýcová        | Coco Vandeweghe  | 7-5, 6-4         | Parcours |
| 22 | 10 avril 2017   | Ladies Open Biel Bienne Bienne             | Intern'l      | 250 000 $    | Dur (int.)      | Hsieh Su-wei Monica Niculescu       | Timea Bacsinszky | 5-7, 6-3, [10-7] | Parcours |

### Titres en double mixte
| No | Date             | Nom et lieu du tournoi        | Catégorie | Dotation      | Surface      | Partenaire      | Finalistes                        | Score            |          |
| -- | ---------------- | ----------------------------- | --------- | ------------- | ------------ | --------------- | --------------------------------- | ---------------- | -------- |
| 1  | 30 décembre 2000 | Hyundai Hopman Cup XIII Perth | ITF       | 1 000 000 AU$ | Dur (int.)   | Roger Federer   | Monica Seles Jan-Michael Gambill  | 2 matchs à 1     | Parcours |
| 2  | 16 janvier 2006  | Australian Open Melbourne     | G. Chelem | 6 137 580 $   | Dur (ext.)   | Mahesh Bhupathi | Elena Likhovtseva Daniel Nestor   | 6-3, 6-3         | Parcours |
| 3  | 19 janvier 2015  | Australian Open Melbourne     | G. Chelem | 15 561 973 $  | Dur (ext.)   | Leander Paes    | Kristina Mladenovic Daniel Nestor | 6-4, 6-3         | Parcours |
| 4  | 29 juin 2015     | The Championships Wimbledon   | G. Chelem | 20 458 117 $  | Gazon (ext.) | Leander Paes    | Tímea Babos Alexander Peya        | 6-1, 6-1         | Parcours |
| 5  | 31 août 2015     | US Open Flushing Meadows      | G. Chelem | 20 102 700 $  | Dur (ext.)   | Leander Paes    | Bethanie Mattek-Sands Sam Querrey | 6-4, 3-6, [10-7] | Parcours |
| 6  | 26 mai 2016      | Roland Garros Paris           | G. Chelem | 431 000 $     | Terre (ext.) | Leander Paes    | Sania Mirza Ivan Dodig            | 4-6, 6-4, [10-8] | Parcours |
| 7  | 07 juillet 2017  | The Championships Wimbledon   | G. Chelem | 14 840 000 $  | Gazon (ext.) | Jamie Murray    | Heather Watson Henri Kontinen     | 6-4, 6-4         | Parcours |
| 8  | 31 août 2017     | US Open Flushing Meadows      | G. Chelem | 24 193 400 $  | Dur (ext.)   | Jamie Murray    | Chan Hao-ching Michael Venus      | 6-1, 4-6, [10-8] | Parcours |

### Finale en double mixte
| No | Date             | Nom et lieu du tournoi        | Catégorie | Dotation    | Surface    | Vainqueures                 | Partenaire  | Score        |          |
| -- | ---------------- | ----------------------------- | --------- | ----------- | ---------- | --------------------------- | ----------- | ------------ | -------- |
| 1  | 31 décembre 1995 | Hyundai Hopman Cup VIII Perth | ITF       | 700 000 AU$ | Dur (int.) | Iva Majoli Goran Ivanišević | Marc Rosset | 2 matchs à 1 | Parcours |

## Parcours en Grand Chelem

### En simple dames
| Année | Open d'Australie | Open d'Australie  | Internationaux de France | Internationaux de France | Wimbledon       | Wimbledon       | US Open        | US Open           |
| ----- | ---------------- | ----------------- | ------------------------ | ------------------------ | --------------- | --------------- | -------------- | ----------------- |
| 1995  | 2e tour (1/32)   | Kyoko Nagatsuka   | 3e tour (1/16)           | Lindsay Davenport        | 1er tour (1/64) | Steffi Graf     | 4e tour (1/8)  | Gabriela Sabatini |
| 1996  | 1/4 de finale    | Amanda Coetzer    | 3e tour (1/16)           | Karina Habšudová         | 4e tour (1/8)   | Steffi Graf     | 1/2 finale     | Steffi Graf       |
| 1997  | Victoire         | Mary Pierce       | Finale                   | Iva Majoli               | Victoire        | Jana Novotná    | Victoire       | Venus Williams    |
| 1998  | Victoire         | Conchita Martínez | 1/2 finale               | Monica Seles             | 1/2 finale      | Jana Novotná    | Finale         | Lindsay Davenport |
| 1999  | Victoire         | Amélie Mauresmo   | Finale                   | Steffi Graf              | 1er tour (1/64) | Jelena Dokić    | Finale         | Serena Williams   |
| 2000  | Finale           | Lindsay Davenport | 1/2 finale               | Mary Pierce              | 1/4 de finale   | Venus Williams  | 1/2 finale     | Venus Williams    |
| 2001  | Finale           | Jennifer Capriati | 1/2 finale               | J. Capriati              | 1er tour (1/64) | Virginia Ruano  | 1/2 finale     | Serena Williams   |
| 2002  | Finale           | Jennifer Capriati | -                        | -                        | -               | -               | 4e tour (1/8)  | Monica Seles      |
|       |                  |                   |                          |                          |                 |                 |                |                   |
| 2006  | 1/4 de finale    | Kim Clijsters     | 1/4 de finale            | Kim Clijsters            | 3e tour (1/16)  | Ai Sugiyama     | 2e tour (1/32) | Virginie Razzano  |
| 2007  | 1/4 de finale    | Kim Clijsters     | -                        | -                        | 3e tour (1/16)  | Laura Granville | 3e tour (1/16) | Victoria Azarenka |

À droite du résultat, l’ultime adversaire.

### En double dames
| Année | Open d'Australie             | Open d'Australie            | Internationaux de France    | Internationaux de France   | Wimbledon                    | Wimbledon                     | US Open                       | US Open                       |
| ----- | ---------------------------- | --------------------------- | --------------------------- | -------------------------- | ---------------------------- | ----------------------------- | ----------------------------- | ----------------------------- |
| 1995  | 1er tour (1/32) A. Ellwood   | Mana Endo N. Sawamatsu      | -                           | -                          | 2e tour (1/16) R. Zrubáková  | M. Bollegraf Rennae Stubbs    | 3e tour (1/8) Iva Majoli      | G. Fernández N. Zvereva       |
| 1996  | 1er tour (1/32) Iva Majoli   | Miho Saeki Yuka Yoshida     | 1/4 de finale Helena Suková | M. McGrath L. Neiland      | Victoire Helena Suková       | M. McGrath L. Neiland         | 1/2 finale Helena Suková      | Jana Novotná A. Sánchez       |
| 1997  | Victoire N. Zvereva          | L. Davenport Lisa Raymond   | 1/2 finale A. Sánchez       | G. Fernández N. Zvereva    | 1/4 de finale A. Sánchez     | Nicole Arendt M. Bollegraf    | 1/2 finale A. Sánchez         | L. Davenport Jana Novotná     |
| 1998  | Victoire Mirjana Lučić       | L. Davenport N. Zvereva     | Victoire Jana Novotná       | L. Davenport N. Zvereva    | Victoire Jana Novotná        | L. Davenport N. Zvereva       | Victoire Jana Novotná         | L. Davenport N. Zvereva       |
| 1999  | Victoire A. Kournikova       | L. Davenport N. Zvereva     | Finale A. Kournikova        | S. Williams V. Williams    | -                            | -                             | -                             | -                             |
| 2000  | Finale Mary Pierce           | Lisa Raymond Rennae Stubbs  | Victoire Mary Pierce        | V. Ruano Paola Suárez      | 2e tour (1/16) Mary Pierce   | A. Cocheteux N. Dechy         | 3e tour (1/8) Mary Pierce     | C. Martínez P. Tarabini       |
| 2001  | 1/2 finale Monica Seles      | S. Williams V. Williams     | -                           | -                          | -                            | -                             | 1/4 de finale J. Capriati     | Lisa Raymond Rennae Stubbs    |
| 2002  | Victoire A. Kournikova       | D. Hantuchová A. Sánchez    | -                           | -                          | -                            | -                             | 1/4 de finale A. Kournikova   | V. Ruano Paola Suárez         |
|       |                              |                             |                             |                            |                              |                               |                               |                               |
| 2007  | 2e tour (1/16) S. Kuznetsova | V. Dushevina M. Kirilenko   | -                           | -                          | -                            | -                             | 3e tour (1/8) D. Hantuchová   | Květa Peschke Rennae Stubbs   |
|       |                              |                             |                             |                            |                              |                               |                               |                               |
| 2013  | -                            | -                           | -                           | -                          | -                            | -                             | 1er tour (1/32) D. Hantuchová | Sara Errani Roberta Vinci     |
| 2014  | -                            | -                           | -                           | -                          | 1er tour (1/32) V. Zvonareva | Cara Black Sania Mirza        | Finale F. Pennetta            | E. Makarova Elena Vesnina     |
| 2015  | 3e tour (1/8) F. Pennetta    | Chan Yung-jan Zheng Jie     | 1/4 de finale Sania Mirza   | B. Mattek L. Šafářová      | Victoire Sania Mirza         | E. Makarova Elena Vesnina     | Victoire Sania Mirza          | C. Dellacqua Y. Shvedova      |
| 2016  | Victoire Sania Mirza         | A. Hlaváčková L. Hradecká   | 3e tour (1/8) Sania Mirza   | B. Krejčíková K. Siniaková | 1/4 de finale Sania Mirza    | Tímea Babos Y. Shvedova       | 1/2 finale C. Vandeweghe      | Caroline Garcia K. Mladenovic |
| 2017  | 2e tour (1/16) C. Vandeweghe | Ashleigh Barty C. Dellacqua | 1/2 finale Chan Yung-jan    | B. Mattek L. Šafářová      | 1/4 de finale Chan Yung-jan  | A.-L. Grönefeld Květa Peschke | Victoire Chan Yung-jan        | Lucie Hradecká K. Siniaková   |

Sous le résultat, la partenaire ; à droite, l’ultime équipe adverse.

### En double mixte
| Année | Open d'Australie           | Open d'Australie            | Internationaux de France     | Internationaux de France   | Wimbledon                    | Wimbledon                     | US Open                     | US Open                      |
| ----- | -------------------------- | --------------------------- | ---------------------------- | -------------------------- | ---------------------------- | ----------------------------- | --------------------------- | ---------------------------- |
| 1996  | -                          | -                           | 1/4 de finale Philippoussis  | M. Bollegraf Rick Leach    | 2e tour (1/16) Lorenzo Manta | Laura Golarsa van Rensburg    | 1/2 finale van Rensburg     | M. Bollegraf Rick Leach      |
| 1997  | -                          | -                           | -                            | -                          | 1/4 de finale J. de Jager    | M. de Swardt Neil Broad       | -                           | -                            |
|       |                            |                             |                              |                            |                              |                               |                             |                              |
| 2000  | -                          | -                           | -                            | -                          | -                            | -                             | 1/4 de finale J. Gambill    | Likhovtseva Paul Haarhuis    |
|       |                            |                             |                              |                            |                              |                               |                             |                              |
| 2006  | Victoire M. Bhupathi       | Likhovtseva Daniel Nestor   | 2e tour (1/8) M. Bhupathi    | Navrátilová Bob Bryan      | -                            | -                             | -                           | -                            |
|       |                            |                             |                              |                            |                              |                               |                             |                              |
| 2013  | -                          | -                           | -                            | -                          | -                            | -                             | 1er tour (1/16) M. Bhupathi | Chan Yung-jan R. Lindstedt   |
| 2014  | -                          | -                           | -                            | -                          | 1/4 de finale Bruno Soares   | K. Mladenovic Daniel Nestor   | -                           | -                            |
| 2015  | Victoire Leander Paes      | K. Mladenovic Daniel Nestor | 2e tour (1/8) Leander Paes   | K. Srebotnik Horia Tecău   | Victoire Leander Paes        | Tímea Babos A. Peya           | Victoire Leander Paes       | B. Mattek Sam Querrey        |
| 2016  | 1/4 de finale Leander Paes | Sania Mirza Ivan Dodig      | Victoire Leander Paes        | Sania Mirza Ivan Dodig     | 3e tour (1/8) Leander Paes   | Heather Watson Henri Kontinen | 2e tour (1/8) Leander Paes  | C. Vandeweghe Rajeev Ram     |
| 2017  | 1/4 de finale Leander Paes | S. Stosur Sam Groth         | 1er tour (1/16) Leander Paes | K. Srebotnik Raven Klaasen | Victoire Jamie Murray        | Heather Watson Henri Kontinen | Victoire Jamie Murray       | Chan Hao-ching Michael Venus |

Sous le résultat, le partenaire ; à droite, l’ultime équipe adverse.

## Parcours en «Premier Mandatory» et «Premier 5»
Découlant d'une réforme du circuit WTA inaugurée en 2009, les tournois WTA « Premier Mandatory » et « Premier 5 » constituent les catégories d'épreuves les plus prestigieuses, après les quatre levées du Grand Chelem.

### En double dames
| 2013                                                                     |                  |                  |                                                                                |   |   |   |   |   |   |   |   |   |   |                                                                           |                                                                        |   |   |  |  |
| —                                                                        | —                | —                | —                                                                              | — | — | — | — |   |   | — | — | — | — | 2e tour (1/8) Hantuchová \|\| style="text-align:left;" \| Görges Strýcová | 2e tour (1/8) Hantuchová \|\| style="text-align:left;" \| Errani Vinci | — | — |  |  |
| 2014                                                                     |                  |                  |                                                                                |   |   |   |   |   |   |   |   |   |   |                                                                           |                                                                        |   |   |  |  |
| 1er tour (1/16) Lisicki \|\| style="text-align:left;" \| Barty Dellacqua | Victoire Lisicki | Makarova Vesnina | 2e tour (1/8) Lisicki \|\| style="text-align:left;" \| Pavlyuchenkova Šafářová |   |   |   |   | — | — |   |   |   |   |                                                                           |                                                                        |   |   |  |  |

N.B. : le nom de la partenaire se trouve sous le résultat ; le nom des ultimes adversaires se trouve à droite.

## Parcours aux Masters

### En simple dames
| # | Date       | Nom de l'édition                   | ($)       | Surface         | Résultat               | Ultime adversaire | Score                   |          |
| - | ---------- | ---------------------------------- | --------- | --------------- | ---------------------- | ----------------- | ----------------------- | -------- |
| 1 | 18/11/1996 | Chase Championships New York       | 2 000 000 | Moquette (int.) | Finale                 | Steffi Graf       | 6-3, 4-6, 6-0, 4-6, 6-0 | Parcours |
| 2 | 17/11/1997 | Chase Championships New York       | 2 000 000 | Moquette (int.) | 1/4 de finale          | Mary Pierce       | 6-3, 2-6, 7-5           | Parcours |
| 3 | 16/11/1998 | Chase Championships New York       | 2 000 000 | Moquette (int.) | Victoire               | Lindsay Davenport | 7-5, 6-4, 4-6, 6-2      | Parcours |
| 4 | 15/11/1999 | Chase Championships New York       | 2 000 000 | Moquette (int.) | Finale                 | Lindsay Davenport | 6-4, 6-2                | Parcours |
| 5 | 13/11/2000 | Chase Championships New York       | 2 000 000 | Moquette (int.) | Victoire               | Monica Seles      | 6-75, 6-4, 6-4          | Parcours |
| 6 | 06/11/2006 | Sony Ericsson Championships Madrid | 3 000 000 | Dur (int.)      | Round Robin (défaite)  | Justine Henin     | 6-2, 6-75, 6-1          | Parcours |
| 6 | 06/11/2006 | Sony Ericsson Championships Madrid | 3 000 000 | Dur (int.)      | Round Robin (victoire) | Nadia Petrova     | 6-4, 3-6, 6-3           | Parcours |
| 6 | 06/11/2006 | Sony Ericsson Championships Madrid | 3 000 000 | Dur (int.)      | Round Robin (défaite)  | Amélie Mauresmo   | 3-6, 6-1, 6-4           | Parcours |

### En double dames
| # | Date       | Nom de l'édition                              | ($)       | Surface         | Résultat      | Partenaire      | Ultimes adversaires                   | Score            |          |
| - | ---------- | --------------------------------------------- | --------- | --------------- | ------------- | --------------- | ------------------------------------- | ---------------- | -------- |
| 1 | 18/11/1996 | Chase Championships New York                  | 2 000 000 | Moquette (int.) | 1/4 de finale | Helena Suková   | Jana Novotná Arantxa Sánchez          | 6-4, 3-6, 7-5    | Parcours |
| 2 | 17/11/1997 | Chase Championships New York                  | 2 000 000 | Moquette (int.) | 1/4 de finale | Arantxa Sánchez | Alexandra Fusai Nathalie Tauziat      | 6-3, 6-1         | Parcours |
| 3 | 16/11/1998 | Chase Championships New York                  | 2 000 000 | Moquette (int.) | 1/4 de finale | Jana Novotná    | Yayuk Basuki Caroline Vis             | 6-4, 2-6, 6-4    | Parcours |
| 4 | 15/11/1999 | Chase Championships New York                  | 2 000 000 | Moquette (int.) | Victoire      | Anna Kournikova | Larisa Neiland Arantxa Sánchez        | 6-4, 6-4         | Parcours |
| 5 | 13/11/2000 | Chase Championships New York                  | 2 000 000 | Moquette (int.) | Victoire      | Anna Kournikova | Nicole Arendt Manon Bollegraf         | 6-2, 6-3         | Parcours |
| 6 | 25/10/2015 | BNP Paribas WTA Finals by SC Global Singapour | 7 000 000 | Dur (int.)      | Victoire      | Sania Mirza     | Garbiñe Muguruza Carla Suárez Navarro | 6-0, 6-3         | Parcours |
| 7 | 23/10/2016 | BNP Paribas WTA Finals by SC Global Singapour | 7 000 000 | Dur (int.)      | 1/2 finale    | Sania Mirza     | Ekaterina Makarova Elena Vesnina      | 3-6, 6-2, [10-6] | Parcours |
| 8 | 22/10/2017 | BNP Paribas WTA Finals by SC Global Singapour | 7 000 000 | Dur (int.)      | 1/2 finale    | Chan Yung-jan   | Tímea Babos Andrea Hlaváčková         | 6-4, 7-65        | Parcours |

## Parcours aux Jeux olympiques

### En simple dames
| # | Date       | Nom de l'olympiade           | Surface    | Résultat       | Ultime adversaire | Score    |          |
| - | ---------- | ---------------------------- | ---------- | -------------- | ----------------- | -------- | -------- |
| 1 | 23/07/1996 | Olympic Tennis Event Atlanta | Dur (ext.) | 2e tour (1/16) | Ai Sugiyama       | 6-4, 6-4 | Parcours |

### En double dames
| # | Date       | Nom de l'olympiade                  | Surface    | Résultat      | Partenaire       | Ultimes adversaires                | Score    |          |
| - | ---------- | ----------------------------------- | ---------- | ------------- | ---------------- | ---------------------------------- | -------- | -------- |
| 1 | 23/07/1996 | Olympic Tennis Event Atlanta        | Dur (ext.) | 1/4 de finale | Patty Schnyder   | Manon Bollegraf Brenda Schultz     | 6-4, 6-3 | Parcours |
| 2 | 06/08/2016 | Olympic Tennis Event Rio de Janeiro | Dur (ext.) | Argent        | Timea Bacsinszky | Ekaterina Makarova · Elena Vesnina | 6-4, 6-4 | Parcours |

## Parcours en Fed Cup
| #                                                                           | Date       | Lieu         | Surface         | Gagnante(s)                         | Perdante(s)                         | Score          |          |
|                                                                             |            |              |                 |                                     |                                     |                |          |
| 1996 - Barrage (groupe mondial II) - Indonésie - Suisse - 2 : 3             |            |              |                 |                                     |                                     |                |          |
| 1                                                                           | 13/07/1996 | Jakarta      | Dur (ext.)      | Martina Hingis                      | Liza Andriyani                      | 6-0, 6-0       | Parcours |
| 1                                                                           | 13/07/1996 | Jakarta      | Dur (ext.)      | Yayuk Basuki                        | Martina Hingis                      | 5-7, 6-3, 6-1  | Parcours |
| 1                                                                           | 13/07/1996 | Jakarta      | Dur (ext.)      | Martina Hingis Patty Schnyder       | Yayuk Basuki Romana Tedjakusuma     | 6-3, 6-2       | Parcours |
|                                                                             |            |              |                 |                                     |                                     |                |          |
| 1997 - 1/4 de finale (groupe mondial II) - Slovaquie - Suisse - 2 : 3       |            |              |                 |                                     |                                     |                |          |
| 2                                                                           | 01/03/1997 | Košice       | Moquette (int.) | Martina Hingis                      | Katarína Studeníková                | 6-1, 6-3       | Parcours |
| 2                                                                           | 01/03/1997 | Košice       | Moquette (int.) | Martina Hingis                      | Karina Habšudová                    | 6-2, 6-0       | Parcours |
| 2                                                                           | 01/03/1997 | Košice       | Moquette (int.) | Martina Hingis Patty Schnyder       | Karina Habšudová Radka Zrubáková    | 6-0, 6-1       | Parcours |
|                                                                             |            |              |                 |                                     |                                     |                |          |
| 1997 - Barrage (groupe mondial I) - Suisse - Argentine - 5 : 0              |            |              |                 |                                     |                                     |                |          |
| 3                                                                           | 12/07/1997 | Zurich       | Moquette (int.) | Martina Hingis                      | Maria Jose Gaidano                  | 6-1, 6-2       | Parcours |
| 3                                                                           | 12/07/1997 | Zurich       | Moquette (int.) | Martina Hingis                      | Florencia Labat                     | 6-2, 6-1       | Parcours |
| 3                                                                           | 12/07/1997 | Zurich       | Moquette (int.) | Emmanuelle Gagliardi Martina Hingis | Laura Montalvo Mercedes Paz         | 6-3, 6-4       | Parcours |
|                                                                             |            |              |                 |                                     |                                     |                |          |
| 1998 - 1/4 de finale (groupe mondial) - République tchèque - Suisse - 1 : 4 |            |              |                 |                                     |                                     |                |          |
| 4                                                                           | 18/04/1998 | Brno         | Moquette (int.) | Martina Hingis                      | Adriana Gerši                       | 6-2, 6-1       | Parcours |
| 4                                                                           | 18/04/1998 | Brno         | Moquette (int.) | Martina Hingis                      | Jana Novotná                        | 4-6, 6-3, 6-2  | Parcours |
| 4                                                                           | 18/04/1998 | Brno         | Moquette (int.) | Martina Hingis Patty Schnyder       | Denisa Chládková Ludmila Richterová | 6-0, 6-1       | Parcours |
|                                                                             |            |              |                 |                                     |                                     |                |          |
| 1998 - 1/2 finale (groupe mondial) - Suisse - France - 5 : 0                |            |              |                 |                                     |                                     |                |          |
| 5                                                                           | 25/07/1998 | Sion         | Terre (ext.)    | Martina Hingis                      | Julie Halard                        | 7-5, 6-1       | Parcours |
| 5                                                                           | 25/07/1998 | Sion         | Terre (ext.)    | Martina Hingis                      | Amélie Mauresmo                     | 6-76, 6-4, 6-2 | Parcours |
|                                                                             |            |              |                 |                                     |                                     |                |          |
| 1998 - Finale (groupe mondial) - Suisse - Espagne - 2 : 3                   |            |              |                 |                                     |                                     |                |          |
| 6                                                                           | 19/09/1998 | Genève       | Dur (int.)      | Martina Hingis                      | Conchita Martínez                   | 6-4, 6-4       | Parcours |
| 6                                                                           | 19/09/1998 | Genève       | Dur (int.)      | Martina Hingis                      | Arantxa Sánchez                     | 7-65, 6-3      | Parcours |
| 6                                                                           | 19/09/1998 | Genève       | Dur (int.)      | Conchita Martínez Arantxa Sánchez   | Martina Hingis Patty Schnyder       | 6-0, 6-2       | Parcours |
|                                                                             |            |              |                 |                                     |                                     |                |          |
| 2015 - Barrage (groupe mondial I) - Pologne - Suisse - 2 : 3                |            |              |                 |                                     |                                     |                |          |
| 7                                                                           | 18/04/2015 | Zielona Góra | Dur (int.)      | Agnieszka Radwańska                 | Martina Hingis                      | 6-4, 6-0       | Parcours |
| 7                                                                           | 18/04/2015 | Zielona Góra | Dur (int.)      | Urszula Radwańska                   | Martina Hingis                      | 4-6, 7-5, 6-1  | Parcours |
|                                                                             |            |              |                 |                                     |                                     |                |          |
| 2016 - 1er tour (groupe mondial) - Allemagne - Suisse - 2 : 3               |            |              |                 |                                     |                                     |                |          |
| 8                                                                           | 06/02/2016 | Leipzig      | Dur (int.)      | Belinda Bencic Martina Hingis       | Anna-Lena Grönefeld Andrea Petkovic | 6-3, 6-2       | Parcours |
|                                                                             |            |              |                 |                                     |                                     |                |          |
| 2016 - 1/2 finale (groupe mondial) - Suisse - République tchèque - 2 : 3    |            |              |                 |                                     |                                     |                |          |
| 9                                                                           | 16/04/2016 | Lucerne      | Dur (int.)      | Lucie Hradecká Karolína Plíšková    | Viktorija Golubic Martina Hingis    | 6-2, 6-2       | Parcours |
|                                                                             |            |              |                 |                                     |                                     |                |          |
| 2017 - 1er tour (groupe mondial) - Suisse - France : 4 : 1                  |            |              |                 |                                     |                                     |                |          |
| 10                                                                          | 11/02/2017 | Genève       | Dur (int.)      | Timea Bacsinszky Martina Hingis     | Amandine Hesse Kristina Mladenovic  | 6-4, 6-4       | Parcours |
|                                                                             |            |              |                 |                                     |                                     |                |          |
| 2017 - 1/2 finale (groupe mondial) - Biélorussie - Suisse - 3 : 2           |            |              |                 |                                     |                                     |                |          |
| 11                                                                          | 22/04/2017 | Minsk        | Dur (int.)      | Belinda Bencic Martina Hingis       | Olga Govortsova Vera Lapko          | 6-0, 6-1       | Parcours |

## Classements WTA en fin de saison

### En simple
| Année | 1994 | 1995 | 1996 | 1997 | 1998 | 1999 | 2000 | 2001 | 2002 | 2003 | 2004 | 2005 | 2006 | 2007 |
| Rang  | 87   | 16   | 6    | 1    | 2    | 1    | 1    | 4    | 10   | -    | -    | -    | 7    | 19   |

Source : (en) Classements de Martina Hingis sur le site officiel de la Fédération internationale de tennis

### En double
| Année | 1995 | 1996 | 1997 | 1998 | 1999 | 2000 | 2001 | 2002 | 2003 | 2004 | 2005 | 2006 | 2007 | 2008 | 2009 | 2010 | 2011 | 2012 | 2013 | 2014 | 2015 | 2016 | 2017 |
| Rang  | 29   | 10   | 3    | 2    | 2    | 3    | 30   | 15   | -    | -    | -    | -    | 64   | -    | -    | -    | -    | -    | 180  | 11   | 2    | 4    | 1    |

Source : (en) Classements de Martina Hingis sur le site officiel de la Fédération internationale de tennis

### Périodes au rang de N°1 mondiale
| # | Précédée par      | Dates                   | Suivie par        | Nombre de semaines | Cumul |
| - | ----------------- | ----------------------- | ----------------- | ------------------ | ----- |
| 1 | Steffi Graf       | 31/03/1997 - 11/10/1998 | Lindsay Davenport | 80                 | 80    |
| 2 | Lindsay Davenport | 08/02/1999 - 04/07/1999 | Lindsay Davenport | 21                 | 101   |
| 3 | Lindsay Davenport | 09/08/1999 - 02/04/2000 | Lindsay Davenport | 34                 | 135   |
| 4 | Lindsay Davenport | 08/05/2000 - 14/05/2000 | Lindsay Davenport | 1                  | 136   |
| 5 | Lindsay Davenport | 22/05/2000 - 14/10/2001 | Jennifer Capriati | 73                 | 209   |

| # | Précédée par      | Dates                   | Suivie par        | Nombre de semaines | Cumul |
| - | ----------------- | ----------------------- | ----------------- | ------------------ | ----- |
| 1 | Natasha Zvereva   | 08/06/1998 - 02/08/1998 | Jana Novotná      | 8                  | 8     |
| 2 | Lindsay Davenport | 17/08/1998 - 25/10/1998 | Natasha Zvereva   | 10                 | 18    |
| 3 | Natasha Zvereva   | 02/11/1998 - 22/11/1998 | Natasha Zvereva   | 3                  | 21    |
| 4 | Jana Novotná      | 07/06/1999 - 04/07/1999 | Natasha Zvereva   | 4                  | 25    |
| 5 | Natasha Zvereva   | 02/08/1999 - 22/08/1999 | Lindsay Davenport | 3                  | 28    |
| 6 | Anna Kournikova   | 31/01/2000 - 19/03/2000 | Lindsay Davenport | 7                  | 35    |
| 7 | Sania Mirza       | 18/01/2016 - 21/08/2016 | Sania Mirza       | 31                 | 66    |
| 8 | Lucie Šafářová    | 02/10/2017 - 18/03/2018 | Latisha Chan      | 24                 | 90    |

Au 19 mars 2018

## Distinctions

### Distinctions décernées par l'ITFet laWTA
- 1994 : ITF, plus jeune championne junior à gagner le tournoi de Wimbledon en simple (à 13 ans, 276 jours)[111].
- 1995 : WTA Awards, révélation de l'année[41].
- 1996 : WTA Awards, joueuse ayant le plus progressé de l'année et sportive récente sur le circuit la plus impressionnante[111].
- 1997 : WTA Awards et ITF, joueuse de l'année[41].
- 1998 : WTA Awards, joueuse en double de l'année (avec Jana Novotná)[111].
- 1999 : WTA, joueuse en double de l'année (avec Anna Kournikova)[111].
- 2000 : WTA, prix Diamant des ACES[111].
- 2015 : WTA Awards, double dames de l'année avec Sania Mirza[111].
- 2017 : WTA Awards, double dames de l'année avec Chan Yung-jan[111],[14].
- 2017 : ITF championnat du monde, double dames de l'année (avec Chan Yung-jan)[réf. nécessaire].

### Distinctions décernées par des institutions
- 2006 : élue dans la catégorie « come-back de l'année » au Laureus World Sports Award à Barcelone[112].
- 2007 : Meredith Inspiration Award pour « inspirer les femmes dans le monde » – Family Circle Cup/Family Circle magazine[réf. nécessaire]
- 2012 : intronisée au Temple de la renommée lors de la Coupe Rogers à Montréal[113].
- 2013 : intronisée à l'International Tennis Hall of Fame le 13 juillet 2013[14].
- 2015 : première ambassadrice mondiale pour l'International Tennis Hall of Fame[114].

### Distinctions décernées par des médias
- 1995 : « Female Rookie of the Year » par Tennis Magazine[111].
- 1997 : athlète féminine de l'année par Associated Press[111].
- 1997 : joueuse de l'année par Tennis Magazine[41].
- 1997 : personnalité sportive intercontinentale de l'année par la BBC[115].
- 1998 : première athlète féminine à faire la couverture du magazine américain GQ en juin 1998[111].
- 1998 : meilleure joueuse de tennis aux ESPY Awards[116].
- 1999 : classée parmi les 100 femmes les plus sexy du classement du magazine FHM en 1999 (81e) et 2000 (88e)[réf. nécessaire].
- 2000 : l'une des 5 joueuses de tennis citée dans le magazine Forbes ; classée 51e sur 100 dans Fame and Fortune[111].
- 2005 : élue au 22e rang des « quarante plus grands champions de tennis de ces quarante dernières années » (hommes et femmes confondus) par les journalistes américains de Tennis Magazine[117].

## Équipements et sponsors
Dans les années 1990, Hingis est sponsorisée par Sergio Tacchini. En 1998, elle se blesse au pied et se retire de la compétition en double de Wimbledon en 1999. Elle intente un procès à la société en 2001 pour avoir fabriqué des chaussures prétendument défectueuses qui l'ont blessée aux pieds selon ses dires. Hingis et Tacchini se mettent d'accord en 2005 pour une somme d'argent non divulguée.
Elle est sponsorisée par Adidas de 1999 à 2008 (Liste des sponsorings d'Adidas (es)). Elle est sponsorisée par Yonex pour les raquettes et les chaussures,. Lors de sa suspension en 2007, son partenariat avec Adidas est maintenu ainsi que celui de la marque d'électroménager Zug (la campagne publicitaire est interrompue) alors que Yonex rompt son contrat.
En 2009, Martina Hingis porte des tenues fabriquées par Tonic Lifestyle Apparel ; elle possède sa propre ligne de vêtements : Tonic by Martina Hingis,. Elle signe un partenariat avec la marque horlogère Alex Benlo.